# Préhistoire de la Corée
La Préhistoire de la Corée concerne le territoire de la Corée du Sud et de la Corée du Nord mais aussi des espaces situés au-delà.
Pour le Paléolithique, les premières découvertes datent de 1964, sur le site de Seokjang-ri par le professeur Sohn Pokee, de l’Université Yonsei. Le Paléolithique ancien est renseigné par des outils de pierre taillée, qui sont datés entre 700 000  et   300 000 ans. Parmi ces outils apparaissent des pierres rondes énigmatiques, quoique similaires aux bolas actuelles. Par contre, les fossiles correspondants sont quasi inexistants. Le témoin de ce type, le plus ancien homininé de Corée, pourrait être un Homo erectus daté, avec quelques réserves, de 300 000 ans. La présence d'Homo sapiens est attestée par un plus grand nombre d'indices, mais les dates demandent à être révisées. La dernière glaciation, au Paléolithique récent, génère de profonds bouleversements dans les populations animales et végétales. Mais le mammouth s'arrête en dehors de la péninsule. Les hommes doivent s'adapter à ces conditions rigoureuses.
Au début de l'Holocène et sous un climat plus doux, les premières céramiques apparaissent vers 10 000 avant notre ère au sein de populations qui pratiquent la collecte, la pêche et la chasse, souvent proches des rivages et des rivières. Ces modes de subsistance persistent pendant des millénaires tandis que l'habitat se disperse, apparemment en fonction d'une forme de résistance à l'émergence de tout pouvoir. Ces villages néolithiques sont, de ce fait, constitués de tout petits regroupements, en moyenne de cinq à vingt habitations semi-enterrées. Les cultures, du millet en particulier, restent toujours d'un investissement et d'un apport minime. Les plus anciennes gravures rupestres semblent évoquer la vie de ces pêcheurs, qui pratiquent, la chasse à la baleine en bateau. Le site mondialement célèbre de Bangu-dae évoque toute une panoplie de scènes de chasse et de pêche avec de très nombreux types d'animaux, dans un ensemble monumental de gravures à proximité d'une rivière et non loin de la mer. Tout au long de cette période, qui va jusque vers 1500 avant notre ère, la céramique se renouvelle sans cesse. Plusieurs types de décors non figuratifs, en relief ou en creux, dont celui appelé « au peigne » qui se répand au cours du Néolithique moyen sur quasiment tout l'ensemble de la péninsule, puis toutes cette richesse inventive disparait avec l'arrivée d'une société du bronze.
La riziculture se développe en effet à l'âge du bronze (1500-300 av.n.è.), dans une société hiérarchisée qui se sédentarise un peu plus. Le bronze sous forme d'outils ou d'armes est d'un usage limité. Les armes de bronze se retrouvent dans les tombes en tant qu'objets de prestige, parfois sous forme de substituts en pierre et, ensuite, le fer participe un peu aux nouvelles pratiques agricoles. Les gravures rupestres continuent à être utilisées et c'est l'époque des dolmens en Corée. Dans ce nouveau contexte, les tribus de Corée se constituent en confédérations, rivales pour le commerce des métaux, d'où émergeront les premiers royaumes. Une céramique sans décor contient les récoltes et, vers 800 avant notre ère, au cours d'une période de refroidissement et d'assèchement global, arrive avec la culture du riz au nord de Kyushu (le sujet de cette phrase manque. Qui arrivent ? Des proto japonais, des proto indiens ?) : ces émigrés déterminent une nouvelle ère, Yayoi, au Japon. Dans la péninsule et en Mandchourie, l'époque suivante, dite des Trois Royaumes (Ier – VIIe siècle de notre ère), voit la Corée entrer dans l'Histoire avec une influence chinoise qui se manifeste tant sur le plan politique que sur le plan des idées : confucianisme et bouddhisme s'imposent au sein des élites avant de toucher l'ensemble de la société.

## Histoire de la recherche préhistorique
L'archéologie coréenne s'est fondée et développée au XXe siècle, malgré l'occupation japonaise, de 1910 à 1945 Puis, la guerre de Corée et la partition du pays ont retardé les recherches. Les premières découvertes significatives sur le Paléolithique datent de 1964 avec le site de Seokjangni où le professeur Sohn Pokee (손보기) (1922-2010), pionnier des recherches sur le Paléolithique en Corée, effectue les découvertes majeures qui fondent la recherche préhistorique du pays. : les premiers bifaces sur le site de Seokjangni ainsi que les grottes de Jeommal et Geum-gul qui attestent, par leurs restes fauniques, d'une présence humaine au Paléolithique ancien (vers 700 000 ans-100 000 ans. Il découvre aussi l'abri-sous-roche de Sangsi occupé par Homo sapiens au Paléolithique supérieur. Invité en France par le professeur Henri de Lumley en 1976, il organise une collaboration scientifique encore très active aujourd'hui. Avec lui, des recherches modernes et interdisciplinaires se mettent en place.
Au XXIe siècle l'archéologie coréenne aborde l'informatisation des données, se fait plus scientifique, procède à une archéologie qui prend en compte les deux Corées et les questions d'environnement ; l'information se globalise. Depuis les années 1990, on assiste à des avancées très significatives dans les connaissances sur la Préhistoire de la Corée. De nouvelles découvertes archéologiques, avec des moyens plus performants, partout dans la péninsule, ont mené à une évaluation plus précise et critique des datations et des cultures. Ce développement rapide de l'archéologie préhistorique s'est focalisé sur des questions centrales telles que la chronologie, la typologie et la généalogie des types, tout en diversifiant les sujets d'étude et en approfondissant la méthodologie des recherches. Les recherches intègrent de nouveaux domaines tels que l'évolution des connaissances des anciens environnements et de l'écologie, avec l'histoire des anciens régimes des eaux fluviales, particulièrement puissants en Corée. Certains points retiennent l'attention des préhistoriens coréens dans les années 2010 : une perspective de recherche holiste appliquée à la préhistoire de la Corée, la popularité grandissante de l'analyse scientifique et de l'archéologie expérimentale, un intérêt croissant pour les régions voisines de la péninsule coréenne, une plus grande sensibilité à la recherche archéologique étrangère et l'approfondissement de l'analyse culturelle à une échelle régionale.
Le début du Néolithique est marqué par la hausse du niveau de la mer causée par la fin de l'ère glaciaire : de -8000 à -4000, la mer monte de 30 mètres pour atteindre son niveau actuel et finit de faire de la Corée une péninsule, alors que pendant les dernières glaciations elle était rattachée à l'espace japonais, alors entièrement rattaché au continent. Cette élévation du niveau de la mer a particulièrement touché les zones de plaine de la mer Jaune et du détroit de Corée. Les établissements côtiers ont donc été progressivement noyés. Aussi, à l'avenir, le développement souhaité de l'archéologie sous-marine et des techniques de fouille permettra de renouveler radicalement les connaissances sur la vie des premiers habitants de la Corée, très probablement bien implantés sur des côtes qui, aujourd'hui, sont noyées.

## Paléolithique

### Généralités
La recherche en paléontologie a permis de retrouver les traces d'une occupation paléolithique continue de la Corée. La première découverte, sur le site de Sookjang-ni à Gongju (공주 석장리 유적), qui présente de nombreux niveaux allant du Paléolithique ancien au Paléolithique récent, remonte seulement à 1964 par le Professeur Sohn Pokee de l’Université Yonsei. En 1968 il y a mis au jour des outils lithiques et quelques bifaces. Pour la première fois, le témoignage d'un peuplement très ancien était attesté en Corée. Ensuite les découvertes se sont multipliées, essentiellement sur des sites de sauvetage depuis les années 1970. En 2016, on recense 160 sites datant du Paléolithique sur le territoire de la péninsule coréenne,, dont une centaine du Paléolithique ancien. Une découverte fut particulièrement célébrée en Corée : le site de Jeongok-ri sur lequel a été découvert en 1978, une industrie acheuléenne (à bifaces) très riche datant de 300 000 ans. Ce site a donné lieu à l'implantation d'un musée de la Préhistoire en Corée. Les sites sont presque exclusivement des sites de plein air, sur des terrasses fluviales, qui ne permettent guère la conservation des restes humains et fauniques en raison de l'acidité des sols. On ne dispose donc le plus souvent que des restes lithiques. Cette caractéristique pénalise quelque peu la recherche. Mais, fort heureusement, les recherches actuelles commencent à bénéficier de la coopération internationale, en particulier française.

#### Périodisation
De nombreux préhistoriens coréens et chinois n'utilisent pas les périodes d'usage en Occident (Paléolithique inférieur, moyen et supérieur) mais uniquement : Paléolithique ancien et récent. D'autre part, une différence notable entre l'Europe et la Corée : le Paléolithique ancien semble durer jusqu'à l'arrivée d'Homo sapiens, au Paléolithique supérieur. Alors que l'Europe distingue le Paléolithique moyen lié à l'Homme de Neandertal.
À la différence de l'Europe - mais aussi de l'Afrique et de l'Inde qui sont aussi plus anciennement peuplée d'Hommes - la Corée, à l'autre extrémité du continent Eurasiatique, a eu des pratiques, dans le travail de la pierre, étonnamment stables sur de très longues périodes. C'est pourquoi il est difficile de tracer des limites entre Paléolithique inférieur, moyen et supérieur. La seule distinction entre Paléolithique ancien et récent est souvent employée par les paléontologues coréens, comme le font certains de leurs confrères préhistoriens du Paléolithique en Chine

### Paléolithique ancien, moyen et récent
Le Paléolithique en Corée, entre 700 000  et   10 000 ans, correspond au Pléistocène moyen (781 000–126 000 ans) et au Pléistocène supérieur (env. 126 000 ans - 11 700 ans, dernier étage de l'époque du Pléistocène et première époque de la période du Quaternaire). Aucun site ne parait pouvoir être daté d'avant la limite Matuyama-Brunhes, c'est-à-dire antérieur à 780 000 ans.
Cette période voit se produire de très fortes variations du climat qui transforment la composition de la faune et de la flore. Au début du paléolithique inférieur on rencontre la faune du Pléistocène et en particulier les grands mammifères subsistent jusqu'à la fin du Paléolithique : le tigre à dents de sabre (qui disparait à – 10 000 ans), le rhinocéros laineux (qui disparait à - 12 000 ans), le bison des steppes (disparait à - 10 000 ans). Les sites, en Corée, ne permettant guère la conservation des restes osseux, c'est par les outils de pierre (l'industrie lithique) que l'on peut dater, dans leur contexte stratigraphique et paléo-environnemental les plus anciens indices de la présence humaine, celle d'Homo erectus, et celle-ci daterait d'au moins 500 000 ans avec une production de bifaces, voire 700 000 ans. La présence, en Corée dès cette époque, d'un outillage à biface invite Henry de Lumley à se poser la question suivante : « Est-ce que ceci correspond à une tradition culturelle qui a diffusé lentement à partir de l'Afrique vers l'Asie, ou est-ce que ça correspond à des convergences, et que les outillages à bifaces ont été inventés aussi en Asie orientale ? ». Ceux-ci sont produits par de grands enlèvements, comme les galets aménagés communs à ceux d'Afrique et d'Inde mais différemment de ceux d'Europe où ils sont produits par des enlèvements plus fins et avec des retouches. Le fait d'avoir un tranchant plus aigu n'apparait donc pas, partout, comme une nécessité. Les différences entre les productions dans le monde ne s'arrêtent pas là. Les hommes du Paléolithique ancien de la future Corée ont produit des pierres formées en polyèdres, puis soigneusement arrondies par bouchardage. Le résultat, un sphéroïde, pouvait atteindre la perfection d'une bola: par un piquetage puis un bouchardage répartis sur toute la surface on a obtenu une forme sphérique. L'usage que nous en connaissons consiste à relier deux bolas par un système de cordes. On produit alors un objet qui, lancé dans les pattes du gibier, l'entrave instantanément. Ces boules de pierre sont très communes en Corée et existent en Chine, à la différence de l'Europe où elles sont rares. Mais il semblerait que, précisément en Corée, ces pierres façonnées en forme de boules n'auraient pas été employées comme projectiles.

#### Paléolithique ancien (env.700 000–100 000ans)

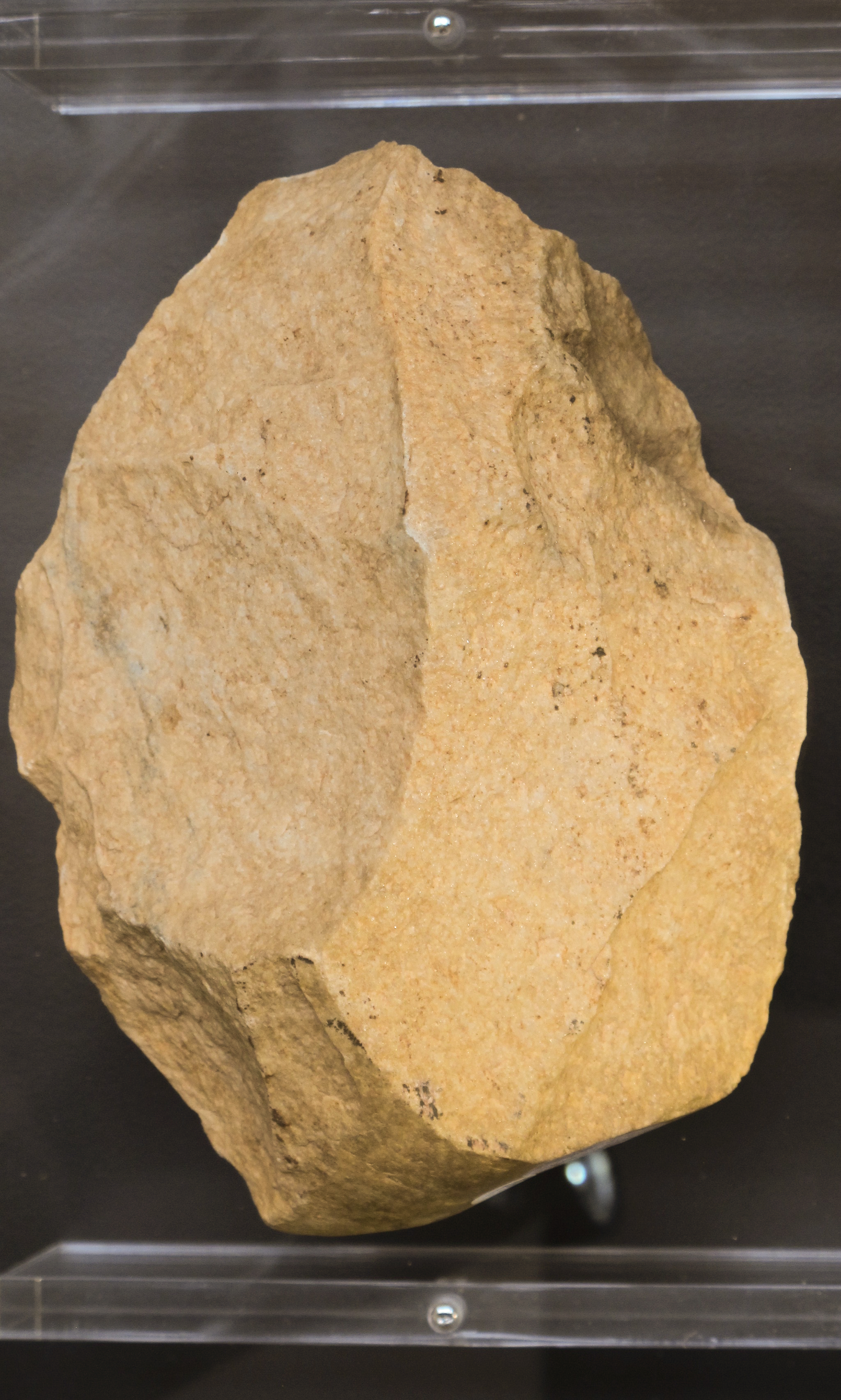
Biface. Paléolithique ancien. Bassin des rivières Imjin-Hantan. Corée. H. environ 20 cm. Collection de l'Université Yonsei. Corée.

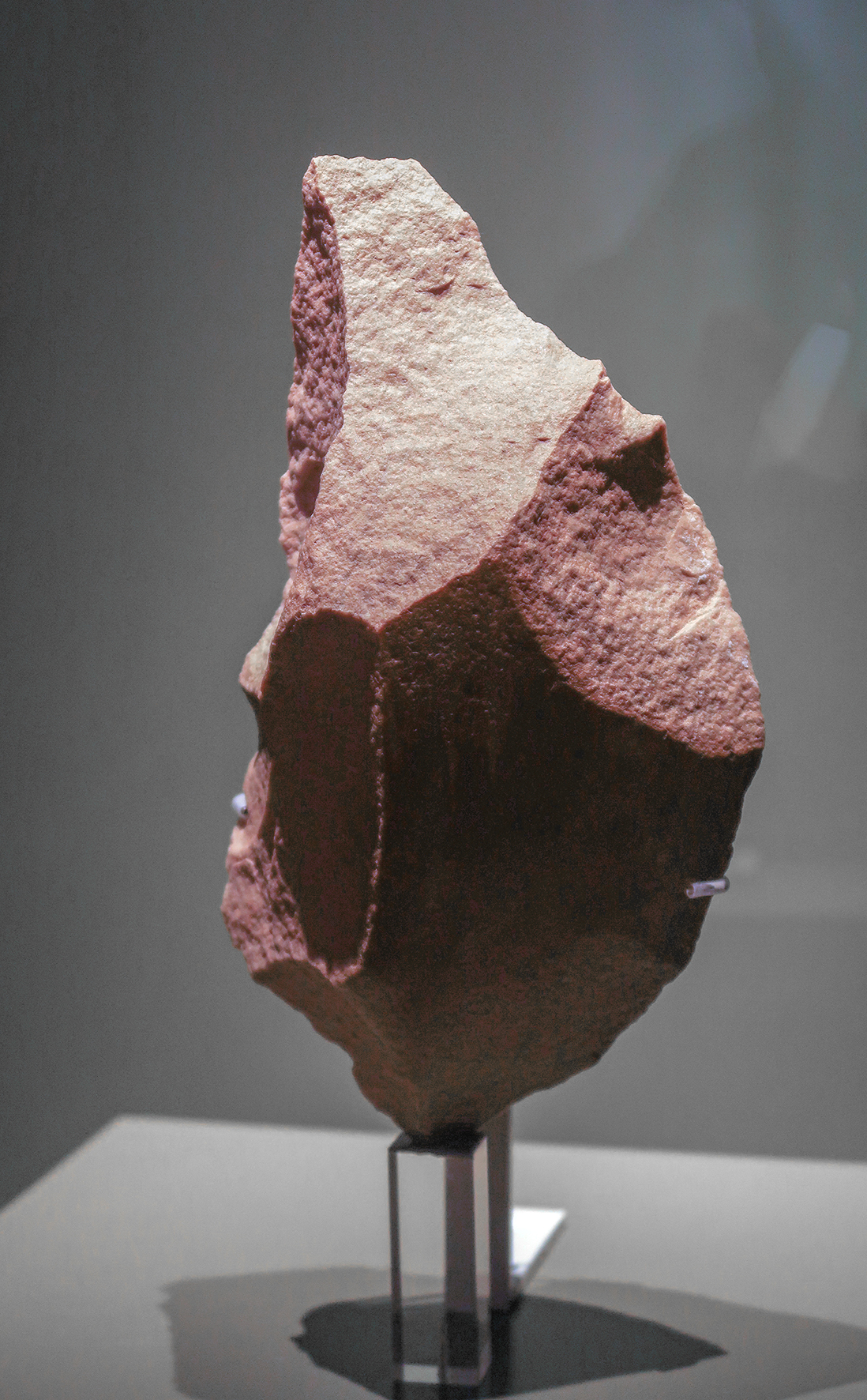
Biface sur galet de quartzite rouge. H env. 20 cm. Site de Jeongok-ri, Gyeonggi-do. Paléolithique ancien. Fouille 2007. Musée national de Corée.

Les plus anciens outils du Paléolithique de Corée du Sud auraient été découverts dans la grotte de Geum-gul. Leur âge est estimé, sans certitude absolue, entre 700 000  et   500 000 ans. L'application d'une nouvelle méthode, dite des nucléides cosmogéniques 26 Al/10 Be, a permis de livrer un âge d'enfouissement maximum de 600 000 ans pour le site de Wondang-Jangnamgyo. Sur le site de plein air de Mansu-ri, les plus anciens sont datés par cette méthode de 500 000 ans. Ces outils semblent devoir être attribués à des Homo erectus. Malheureusement les restes d’homininés assez anciens sont très rares en Corée, quasi inexistants. La présence d’Homo erectus semble être indiquée par un fossile découvert en Corée du Nord et situé dans un niveau qui serait d'environ 300 000 ans. Ceci peut paraître singulier en raison de la proximité des nombreux restes d'Homo erectus sur le site chinois de Zhoukoudian. Mais, sur le site de Ryonggok en Corée du Nord, plusieurs crânes (Ryonggok #3 et #7) assez bien conservés semblent, en 2015, appartenir à des hommes modernes (Homo sapiens) présentant des caractères archaïques. Un autre scénario est proposé pour ces crânes : ils seraient une preuve d'hybridation entre autochtones du genre Homo du mi-Pléistocène (ou peut-être une apparition tardive d' Homo erectus) et les nouveaux migrants humains modernes dans la région. Leur étude se poursuit. Enfin, on a retrouvé des traces des premiers Homo sapiens du Paléolithique ancien en de nombreux points situés en Corée du Nord (dans des cavités fouillées de manière rigoureuse).
Pour ce qui concerne la Corée du Sud, une étude sur les sites du Paléolithique ancien, produite en 2011, donne pour les dates d'enfouissement de plusieurs blocs de quartz correspondant à cette période : env. 394 000 ans (site de Wondang-Jangnamgyo) et env. 479 000 ans (le site de Mansu-ri évoqué ci-dessus). Ce qui offre un âge minimum pour le moment où se sont déposées les industries lithiques correspondantes. En effet les datations sont particulièrement délicates ici et les méthodes de datation par l'uranium-thorium (U /Th) et par isotopes cosmogéniques (Al/Be) ont été confrontées à de nombreuses autres. En Corée du Sud aucun reste humain ne peut être attribué au Paléolithique ancien car il s'agit surtout de sites de plein air dont les sols acides ne permettent pas la conservation des os. Seules les grottes calcaires, au Centre-nord du pays, ont livré des fossiles qui sont datés du Paléolithique supérieur jusqu'à l'époque moderne. Cette étude de 2011, sur le Paléolithique ancien, présente l'apparente homogénéité et la continuité des pratiques, qu'il s'agisse du travail de la pierre taillée (bifaces, galets aménagés et polyèdres) ou du rapport que ce travail suppose à l'économie de ces populations (moyens de subsistance, etc.). Les sites du Paléolithique ancien se situent, très souvent, à proximité des cours d'eau et, parfois, à proximité des côtes (côtes de la mer de l'Est). Le plus souvent à une faible altitude (≤ 100 m), même dans le cas des abris sous roche ou des grottes - entre 135 m. (grotte de Geum-Gul) et 430 m (grotte de Jeommal-Yonggul). Les restes de faune conservés dans quatre sites en grotte ou en abri sous roche indiquent la présence dominante de cervidés (le cerf élaphe, en particulier) et moschidés (cerfs porte-musc). Ce qui suggère un paysage forestier. La présence du cheval sur trois sites indique des espaces découverts. L'apparition du glouton, sur un seul site, évoque une faune de climat froid. Hormis ce cas, le climat correspondant serait de type interglaciaire, tempéré et plus ou moins humide. De nouvelles fouilles en grotte sont nécessaires pour préciser le milieu climatique et vivant du Paléolithique ancien.
Les outils – choppers, chopping-tools, bifaces, pics, polyèdres, hachereaux et éclats retouchés – ont été façonnés sur galets, blocs et éclats, en produisant de nombreux nucléus abandonnés. Les galets aménagés et les éclats sont, le plus souvent, des pièces de grandes dimensions. Les éclats retouchés, abondants en Europe, sont peu nombreux ici. Ils présentent souvent un « dos », resté à l'état de galet ou brut, opposé à la partie active. D'ailleurs quasiment tous les outils présentent quelque part une partie laissée à l'état brut.

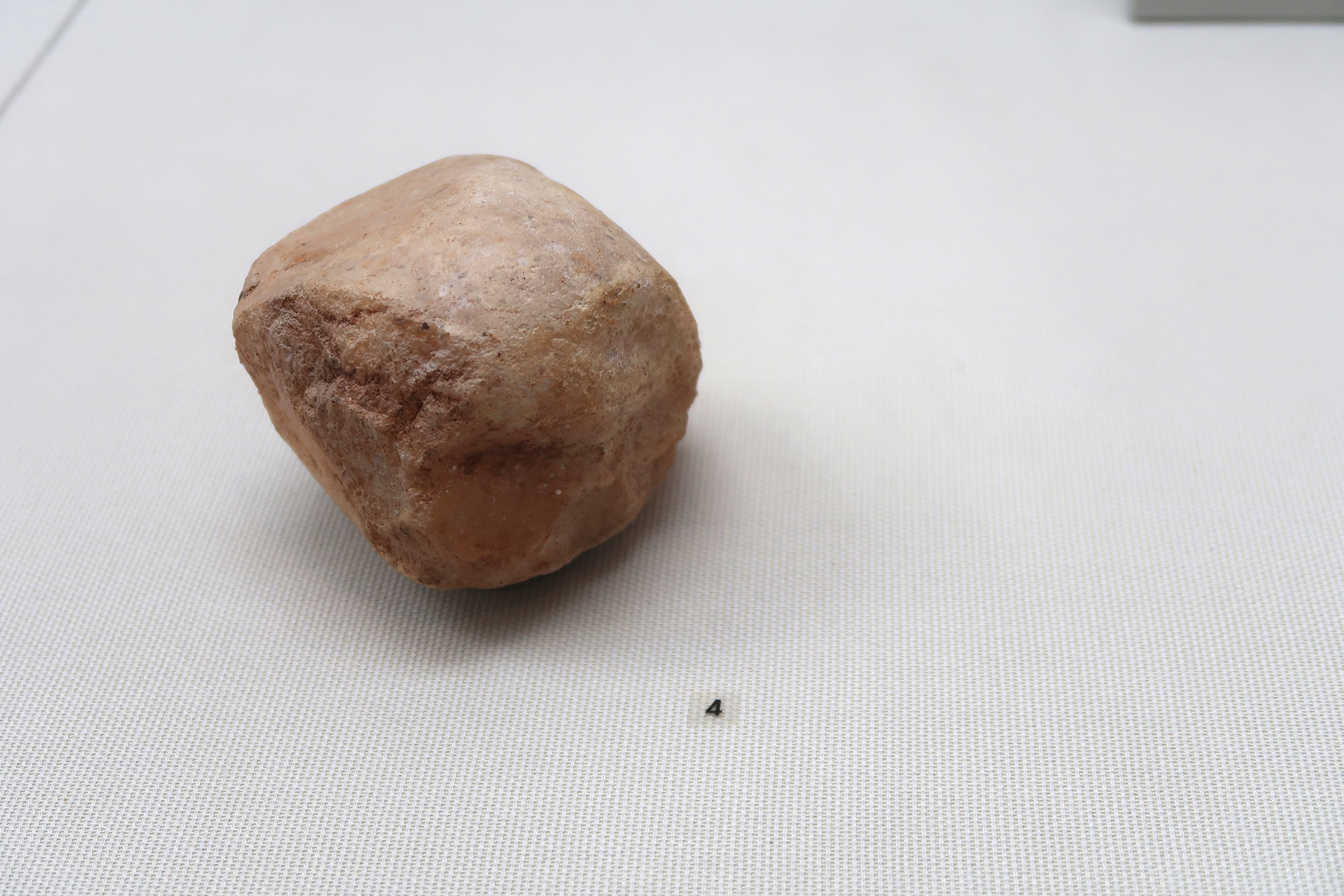
Polyèdre, quartz (?). Gonju Seokjangni. Paléolithique moyen. D. env. 8-10 cm. Musée de l'Université Yonsei, Séoul.

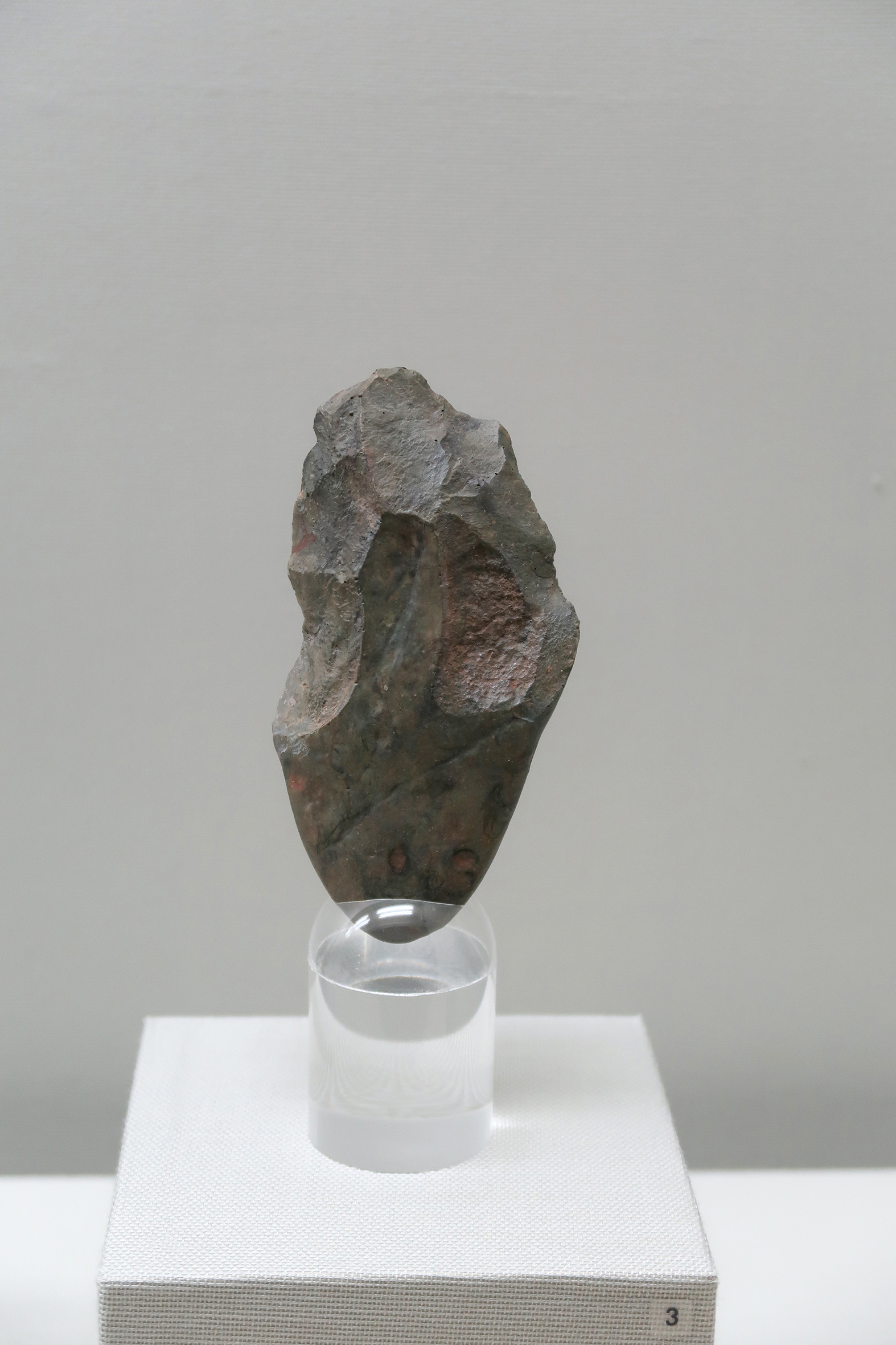
Biface. Porphyre à grain très fin. Paléolithique ancien. Site : Seokjangni. H. 15,2 cm
Musée de l'Université Yonsei. Premier biface trouvé en Corée du Sud, en 1965.

Ces outils sont réalisés dans des matières choisies qui dépendent des ressources disponibles localement, mais ce choix varie surtout en fonction du projet de l'hominidé et de la mise en œuvre de ce projet, jusqu'à son utilisation. Le galet de quartz ici est la matière dominante (comme à la Caune de l'Arago) en particulier celle des nucléus. Le quartzite et le grès servent majoritairement pour les activités de façonnage, les outils retouchés. D'autres matériaux sont utilisés, comme le quartz filonien ou des roches volcaniques : rhyolite, tuf, porphyre.
La présence conjointe en Corée de polyèdres (sur 33 sites), sphéroïdes (15 sites) et bolas (6 sites), ainsi qu'une même échelle de volumes (entre 233  et   1 426 cm3 pour ces trois types d'outils) et la présence, sur les trois types, de traces de bouchardage, tout ceci semble indiquer leur appartenance à une même famille. Les sphéroïdes apparaissant alors comme des bolas inachevés. Mais quel en était l'usage ? La question demeure. La possibilité d'en faire des projectiles parait, aux yeux des préhistoriens, difficile à soutenir. Ces outils apparaissent sur des sites de plein air, pour la plupart, et aussi sur des sites d'occupation en grotte. La même famille se retrouve en Chine, sur le site de Dingcun, avec la même méthode de façonnage et les mêmes morphologies.

#### Paléolithique moyen (100 000-40 000)
Cette période est peu considérée en Corée, le Paléolithique ancien se prolongeant jusqu'à l'arrivée de l'Homo sapiens au Paléolithique supérieur.
Au Paléolithique moyen de grands carnivores subsistent encore, comme l'ours géant de Corée (aussi présent en Chine), le plus gros carnivore des cavernes. Il est présent entre 126 000  et   30 000 ans. D'autres carnivores occupent ces cavernes : un tigre asiatique, un chien viverrin, à côté du loup et du renard. Dans cet environnement tempéré où la biodiversité est importante, l'ours de Corée côtoie beaucoup de cervidés (dont le cerf élaphe), des macaques, des rhinocéros, des gorals et des buffles. Les grands carnivores disparaissent à la fin du Paléolithique moyen, vers 40 000 ans.
Le travail de la pierre se fait plus fin sur des outils de plus petite taille.
- Les cervidés du Pléistocène moyen (Paléolithique ancien) et du Pléistocène supérieur (Paléolithique moyen) sont aussi, à peu de chose près, ceux que l'on rencontre sur le site de Zhoukoudian, en Chine du Nord[36].

#### Paléolithique récent (40.000 - 10.000)

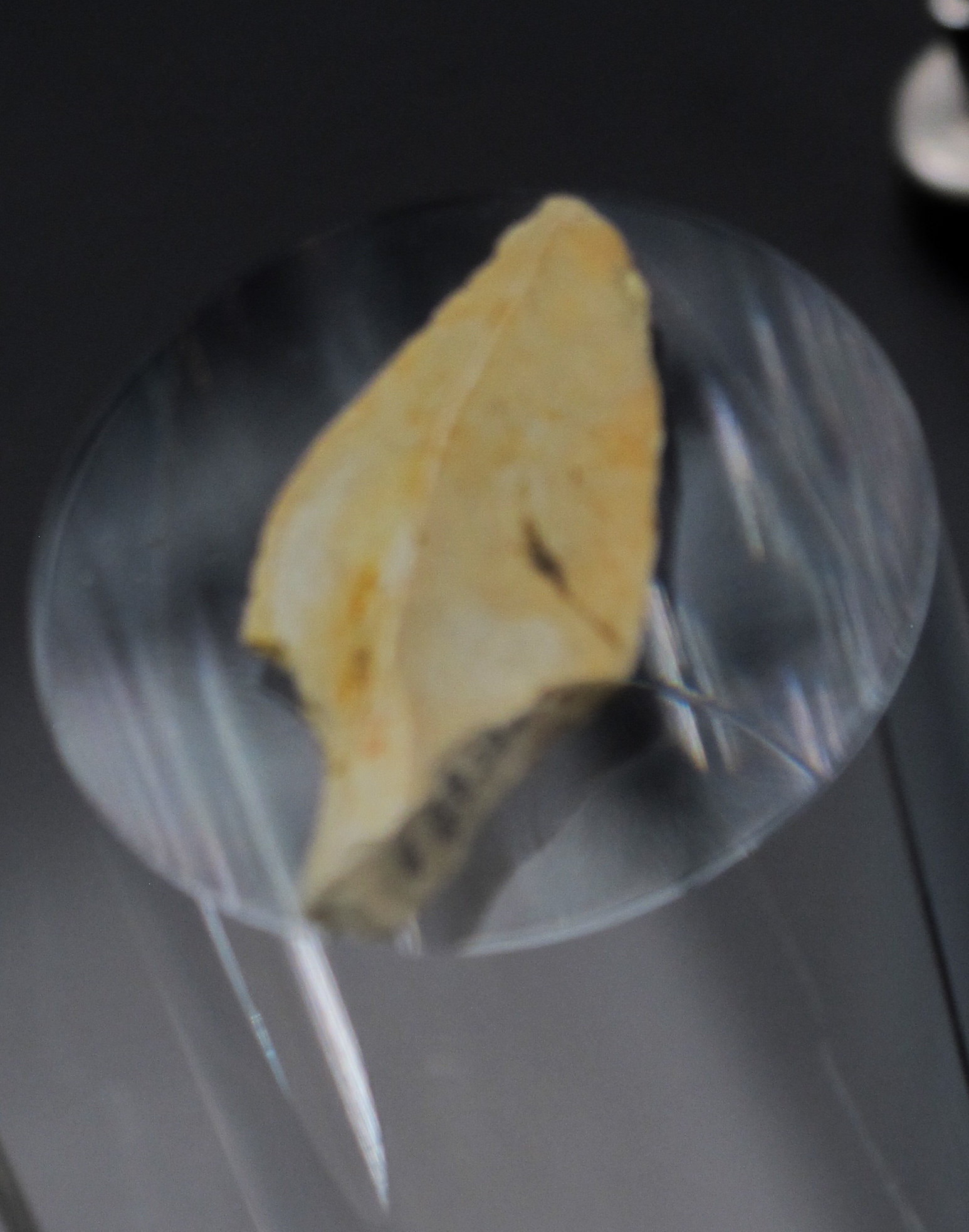
Pointe pédonculée. Site de Yongho-dong. Corée. Moulage. Collection du Musée de l'Université Hananm.
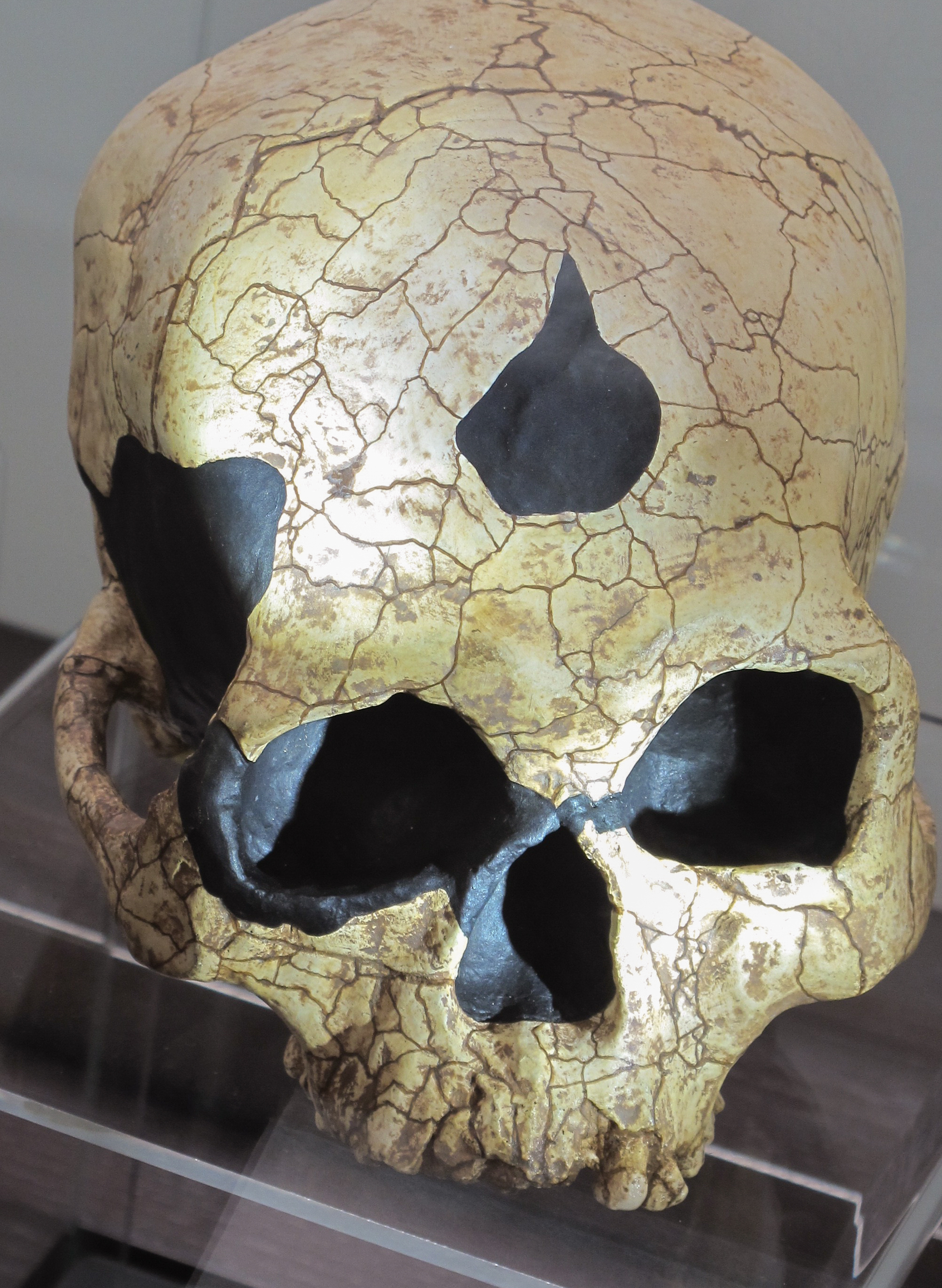
Crâne d'un Homo sapiens. Grotte de Ryonggok 1[37], Corée du Nord. Paléolithique récent.
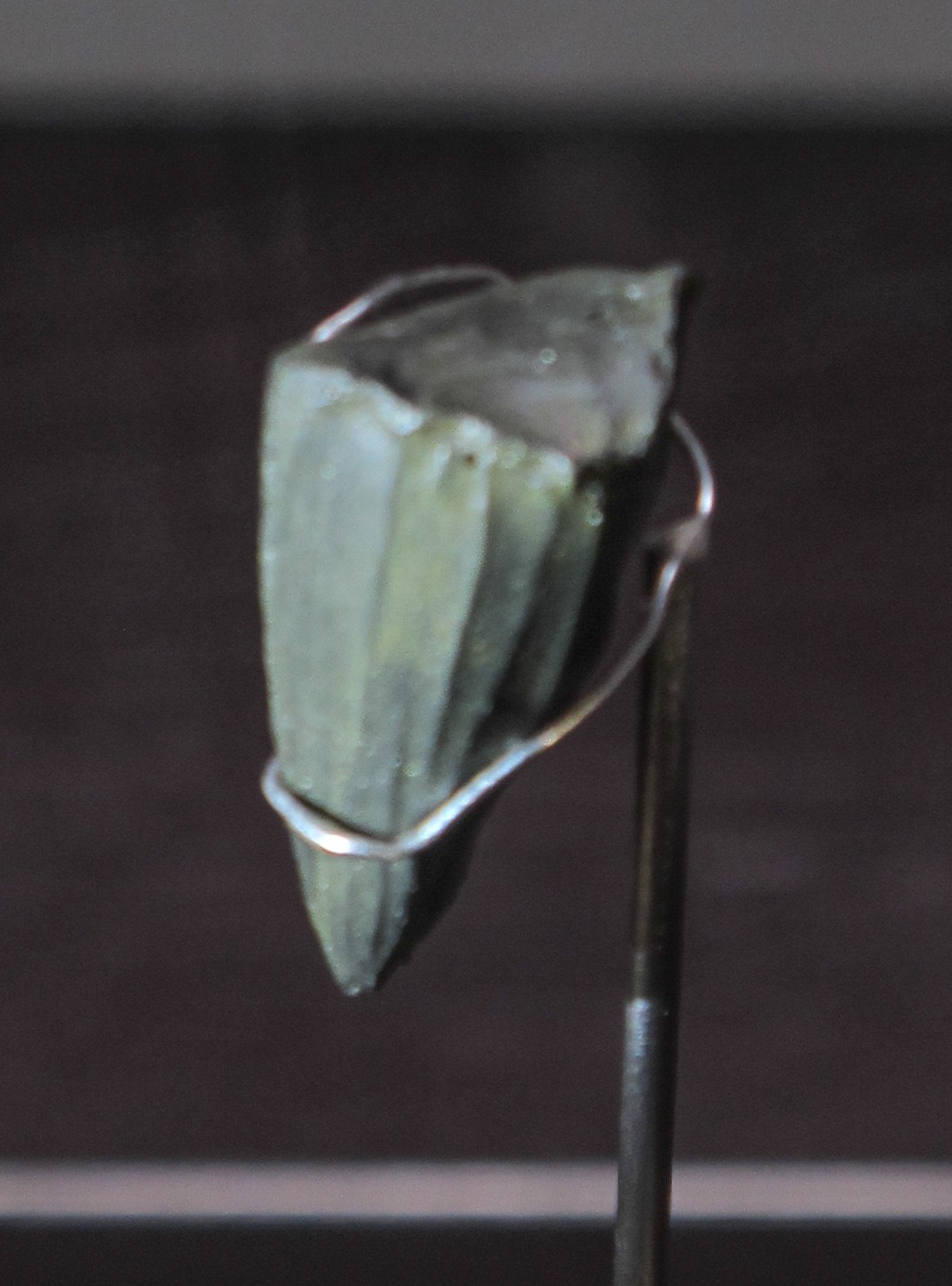
Paléolithique récent. Nucléus à lamelles, H. 32 mm. Site de Seokjangni, Corée du Sud[38].

Le professeur Pokee SOHN a découvert, dès 1974, des restes humains du Paléolithique supérieur (abri-sous roche de Sangsi 1) dont la couche a été datée de 37 000 ans par U/Th. Des cheveux datant du Paléolithique supérieur[réf. nécessaire] ont permis d'attester l’origine mongoloïde des Coréens de cette période du Paléolithique.
Le glouton apparait au plus fort des périodes glaciaires qui ont suivi : la dernière période glaciaire ((en): LGM) se situant, ici, entre 23 et 18.000 ans, au Paléolithique récent (ou supérieur). Cette période froide fait apparaitre un milieu ouvert, une steppe à graminées. La chasse touche les mammifères qui se répandent dans ce milieu : cervidés (dont le cerf hydropote), bovidés (le goral) et les suidés (dont le sanglier). Le climat se fait plus doux à la fin du Paléolithique.
La Corée se distingue par son attachement à des traditions adaptées à son environnement. Matières premières, méthodes et techniques de débitage et outillage changent très lentement, tout en conservant une base technique commune sur la très longue durée du Paléolithique. La distinction se manifeste néanmoins entre Paléolithique ancien et récent : on voit apparaitre des lames, des pièces pédonculées, et parfois des roches venues de très loin, comme l'obsidienne. Par ailleurs, les plus anciens objets d’art découverts (pendentifs, représentations humaines ou animalières) remontent au Paléolithique récent : par exemple, un bois de bovidé incisé de petites croix et une petite plaque d'os poli (Corée du Nord) percée de petits trous alignés évoquant un visage.

## Mésolithique et Néolithique (10 000- 1500)
Cette période recouvre la première partie de l'Holocène (les 10 000 dernières années, la deuxième époque de l'ère Quaternaire), d'environ 10 000 à 1500 avant notre ère.

### Mésolithique

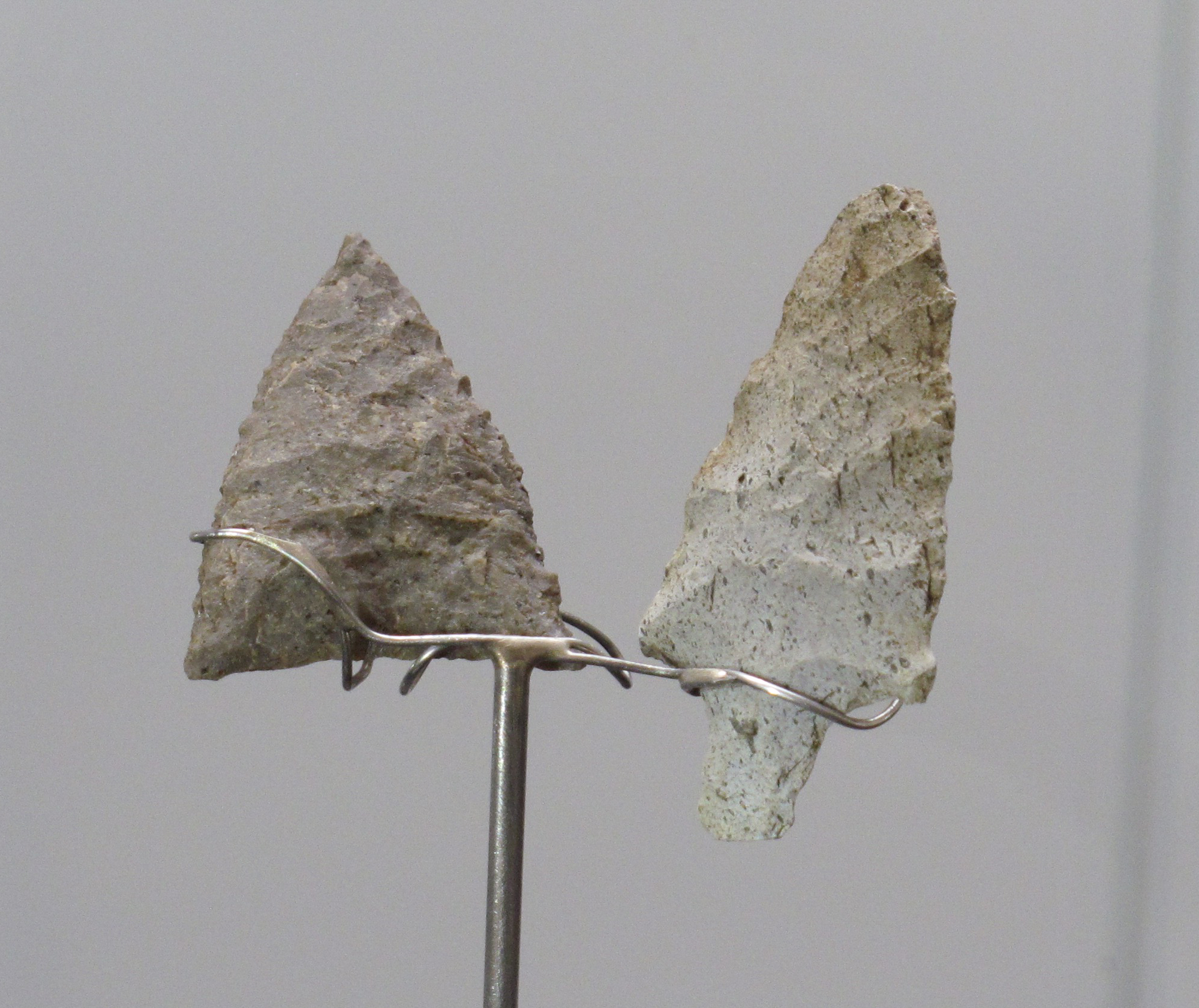
Pointes de flèches, avec et sans pédoncule, H env. 2 cm. Site de Gosan-ri. Mésolithique. Collection du Musée National de Jeju. Probablement obtenues par la taille par pression.

On a longtemps pensé qu'il y avait une disparition de l'occupation humaine durant le Mésolithique, mais des découvertes récentes de microlithes attestent l'existence d'un Mésolithique coréen.
Les Paléo-asiatiques, jusque-là dispersés en Sibérie commencent à migrer vers la Corée aux environs de 10 000 avant notre ère et assimilent les populations autochtones. Avec le réchauffement progressif (fin de la glaciation), la population humaine augmente et avance plus profondément dans la péninsule. Des légendes racontent l'arrivée des Han-gook vers 7 200 avant notre ère, depuis le lac Baïkal en Sibérie.

#### Les premières céramiques

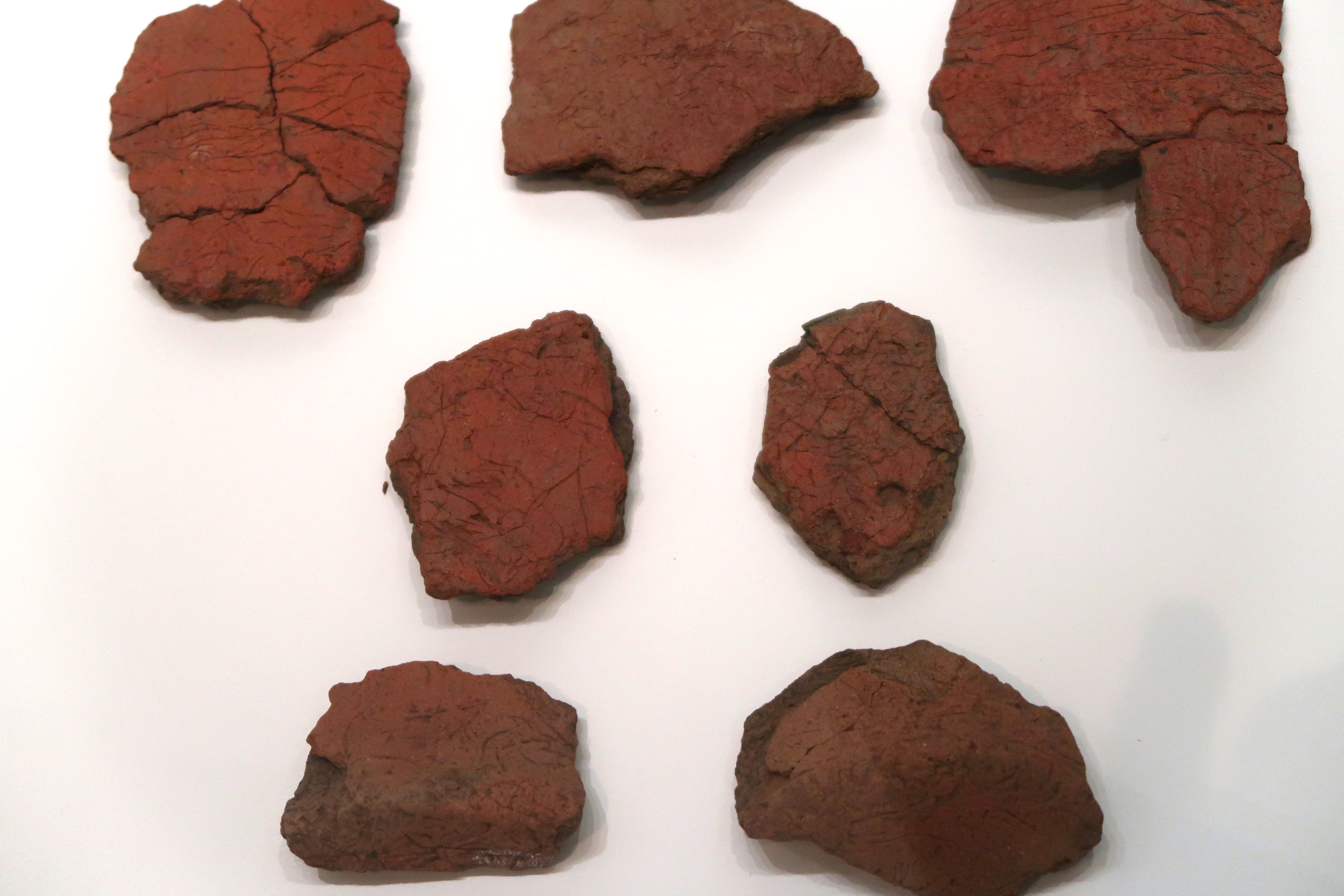
Céramiques Jeulmun archaïques, de type Mumun-yang (sans décor et archaïques). Site de Gosan-ri, Jeju-do.

Les plus anciennes céramiques de la péninsule coréenne ont été découvertes en 1994 sur les côtes Est et Sud, et sont datées aux environs de 10 000 avant notre ère,au début de l'Holocène : site de Gosan-ri, sur l'île la plus méridionale de la péninsule, l'île de Jeju-do (ou Cheju), dans le contexte de microlithes, qui indiquent une culture de transition du Paléolithique au Mésolithique. Des points de similitude ont fait rapprocher ce type de céramique sans décor avec des éléments trouvés dans le bassin de l'Amour, datant de la période de néolithisation, en Russie, et d'assemblages datant des chasseurs-cueilleurs pratiquant la poterie du premier Jōmon, au Japon. Ce type Gosan-ri est constitué de terre cuite à basse température, comportant des éléments organiques, dont des éléments végétaux. Elle est aussi nommée poterie « primitive sans décor ». Le contexte archéologique indique l'usage de microlithes des chasseurs-cueilleurs de l'époque. Sur cette île le site de Kimnyong-ni a produit aussi ce type de céramique qui se retrouve encore, parmi d'autres, sur le site de Ojin-in, district de Cheongdo, province de Gyeongsang du Nord.
Cette apparition "isolée" (selon une publication de 2017), pourrait s'expliquer par la disparition sous les eaux de sites correspondant à cette période, établis sur les anciennes zones côtières de la péninsule. L'"influence" venue du nord est contestable, car elle aurait laissé des traces dans la péninsule.

### Mésolithique / Néolithique (8000 - 1500)

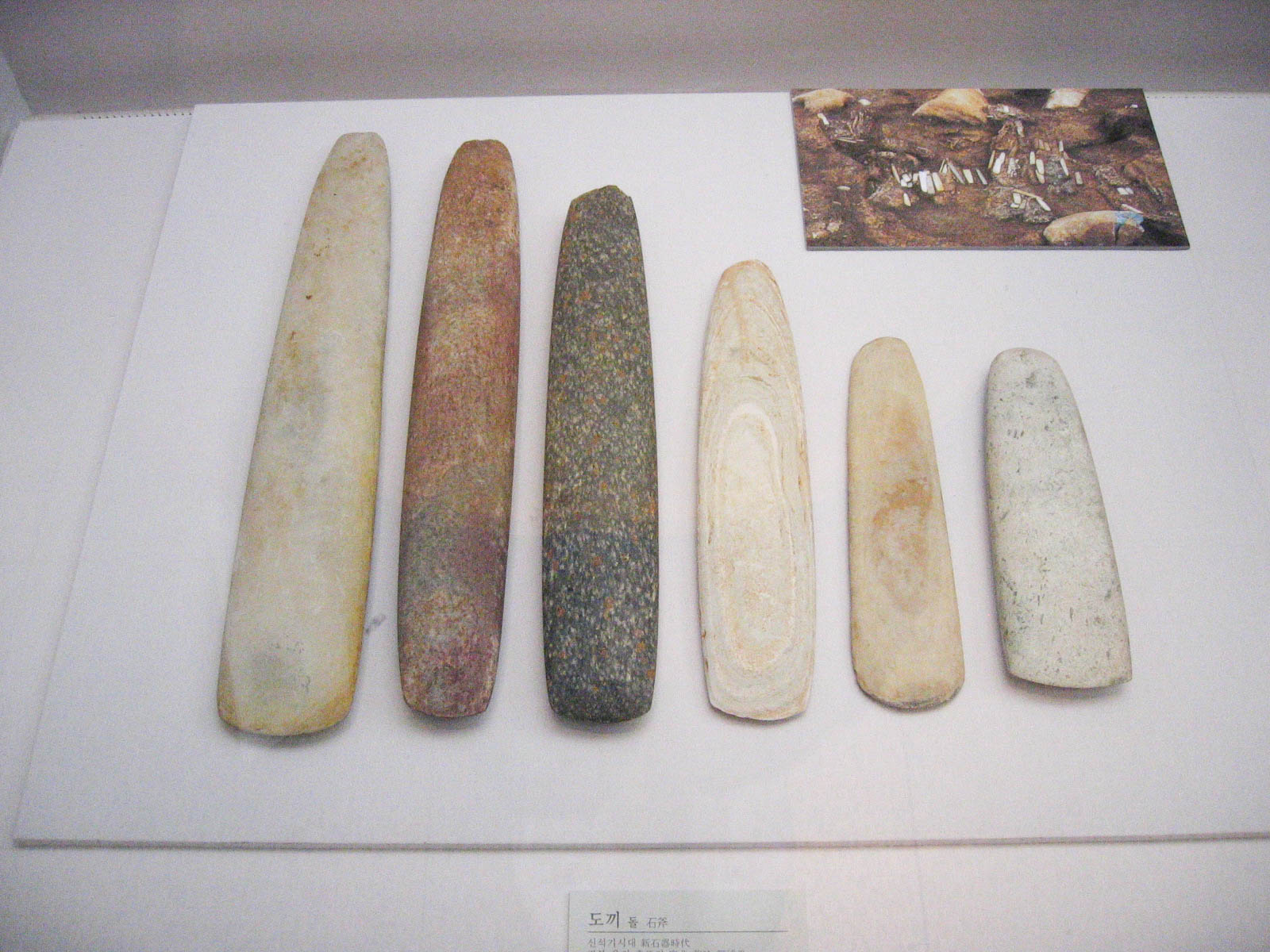
Haches polies néolithiques. Musée National de Corée, Séoul.

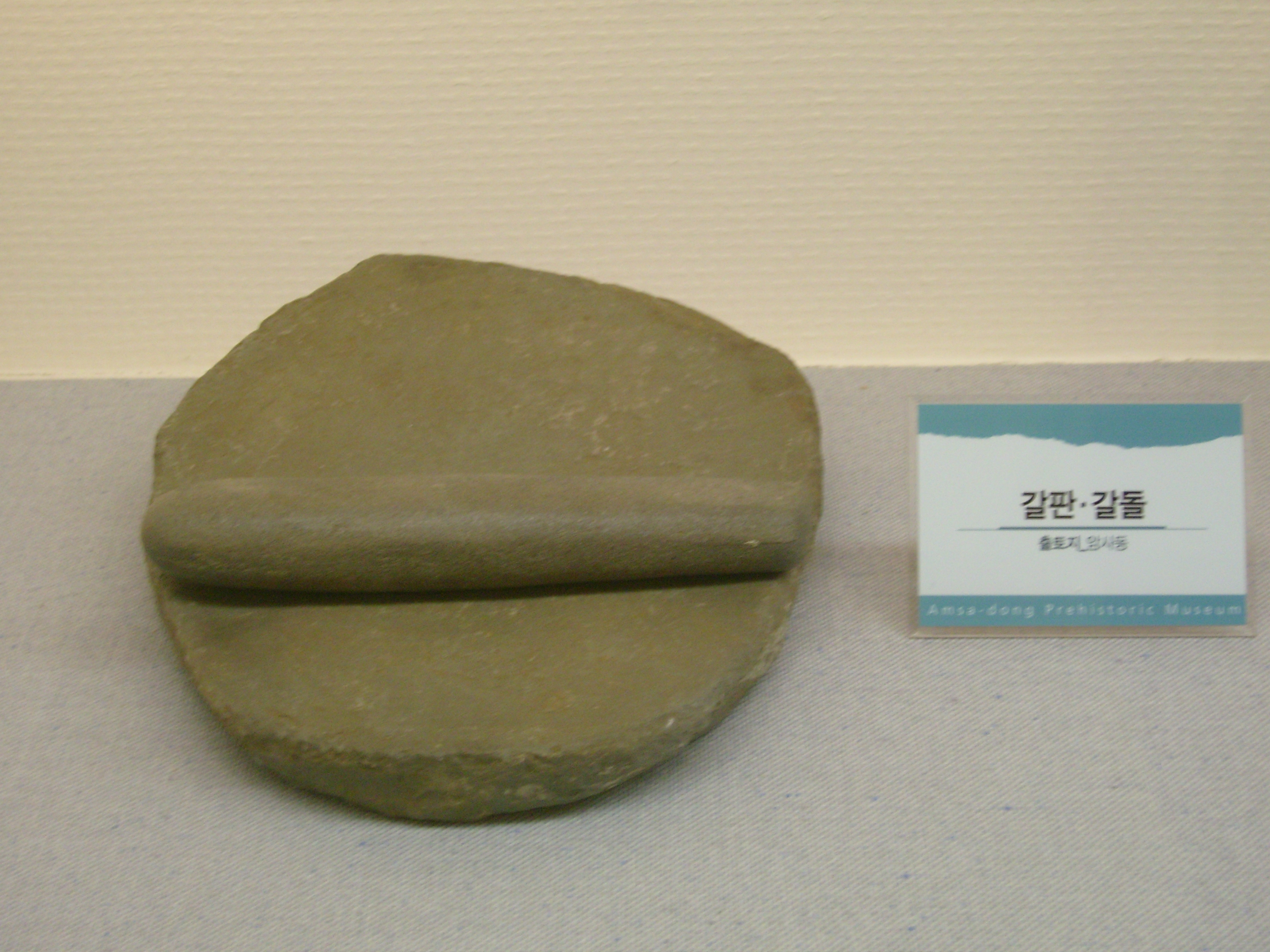
Meule de pierre et son rouleau-broyeur. Site d'Amsa-dong, période de la céramique Jeulmun, v. 4000 av. n. ère. Amsa Prehistoric Museum, Séoul.

Les hommes de la période de la céramique Jeulmun, ou Chulmun, (8000 - 1500 avant notre ère) sont des sédentaires. Ils s'installent à proximité des cours d'eau ou sur le littoral et vivent essentiellement de la pêche et de la collecte ; ils conservent leurs provisions. La chasse est secondaire, tout comme l'agriculture qui n'apparait qu'à la fin de cette période. Leur culture, à céramique, relève plus, néanmoins, du Mésolithique que du Néolithique, à proprement parler, car l'agriculture et l'élevage n'ont ici qu'une place très marginale. Des fosses creusées pour la préservation des collectes contiennent, vers 5100–4600 cal BP, des traces de glands, de millet, de soja et d'azuki. Pendant toute l'époque Jeulmun la culture du millet continuera de jouer un rôle minime, tout comme l'élevage du porc. Les « villages » ne comptent que très peu d'habitations. Ces habitations néolithiques sont, en général, semi-enterrées.
Ces modes de subsistance persistent pendant des millénaires tandis que l'habitat se disperse, apparemment en fonction d'une forme de résistance à l'émergence de tout pouvoir. Ces villages néolithiques sont, de ce fait, constitués de tout petits regroupements, en moyenne de cinq à vingt habitations.
Les plus anciennes gravures rupestres semblent évoquer la vie de ces pêcheurs, qui pratiquent, la chasse à la baleine en bateau. Le site mondialement célèbre de Bangu-dae (pétroglyphes d'Ulsan) évoque toute une panoplie de scènes de chasse et de pêche avec de très nombreux types d'animaux, dans un ensemble monumental de gravures à proximité d'une rivière et non loin de la mer.
- La vie sur un site de bord de mer : l'amas coquillier de l'île de Sangnodae, (au large de Tongyeong, au sud de Jinju, côte Sud) :

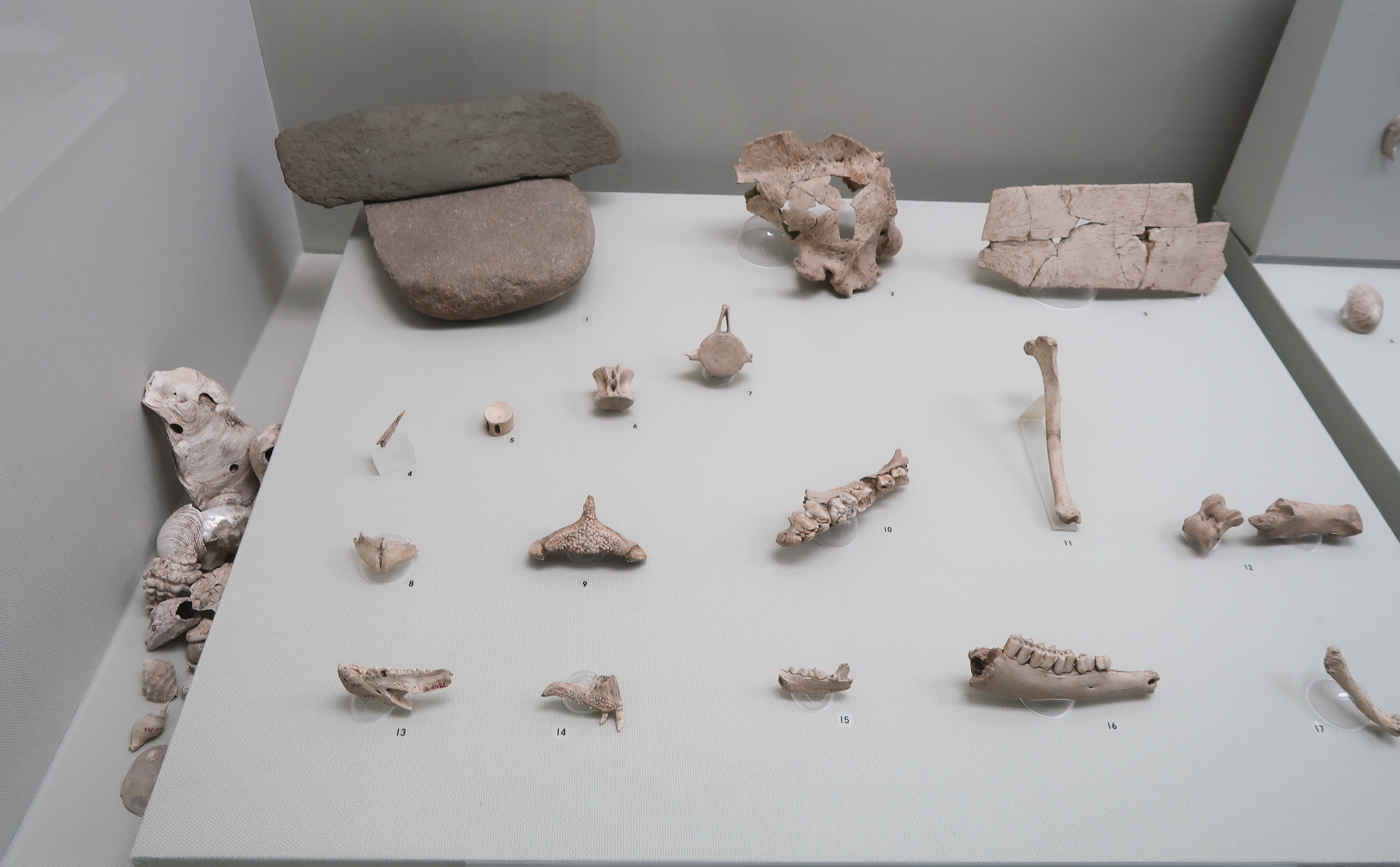
Meule et animaux chassés ou pêchés. Musée de l'Université Yonsei.
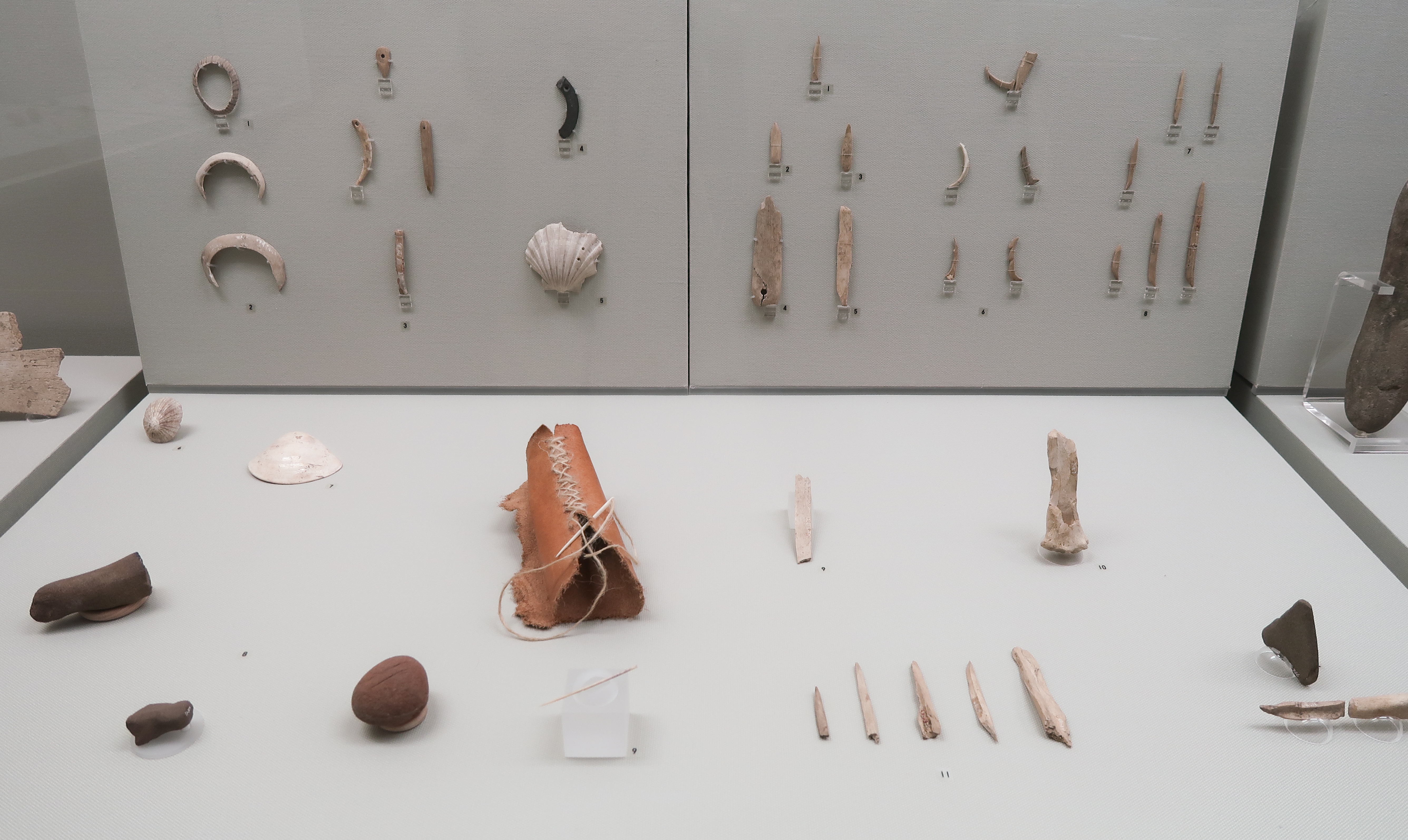
Ornements (dont : bracelets de coquillage), et pierre à aiguiser.
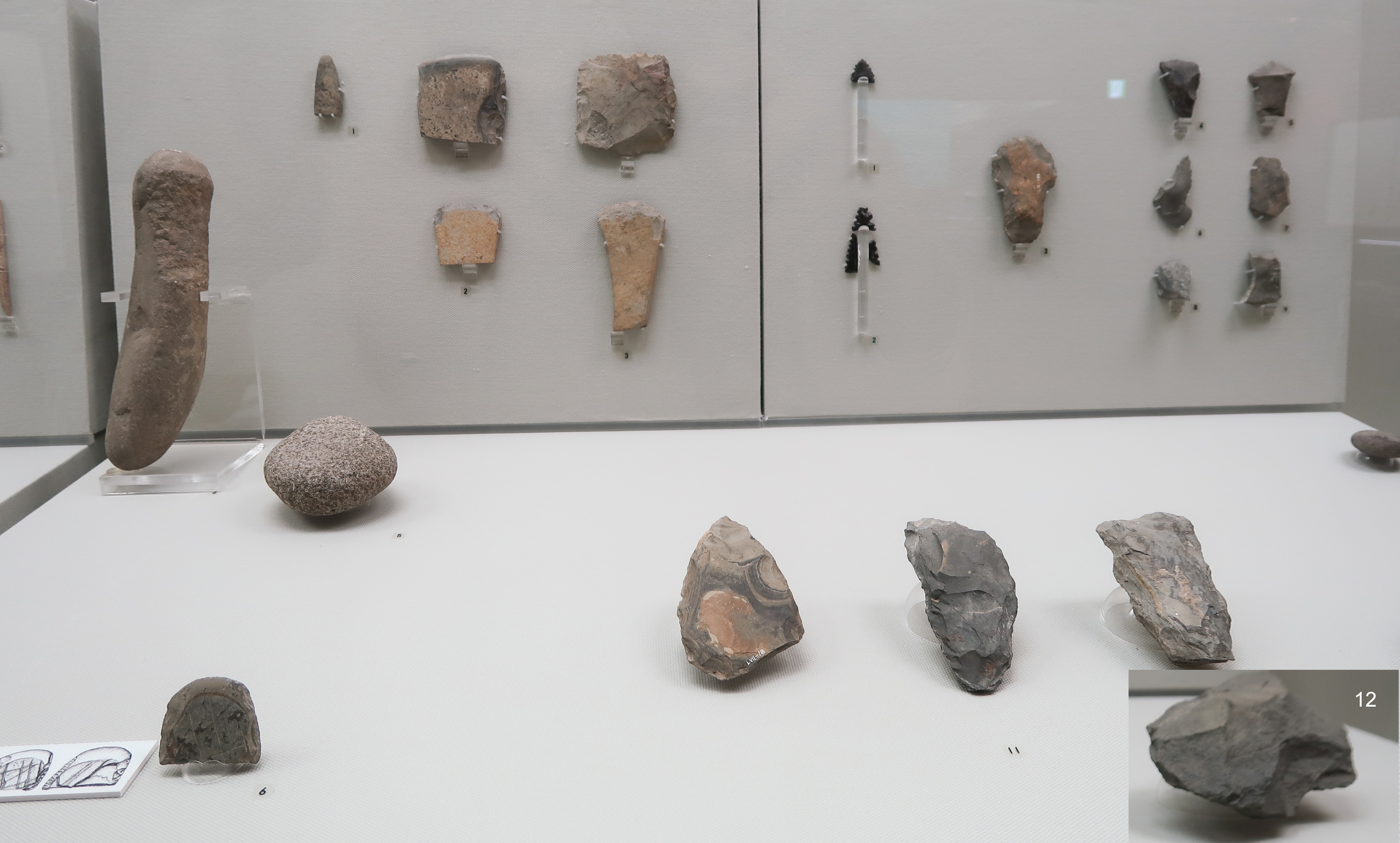
Pierres polies, taillées (dont une houe) et outils de pêche (harpon composite).
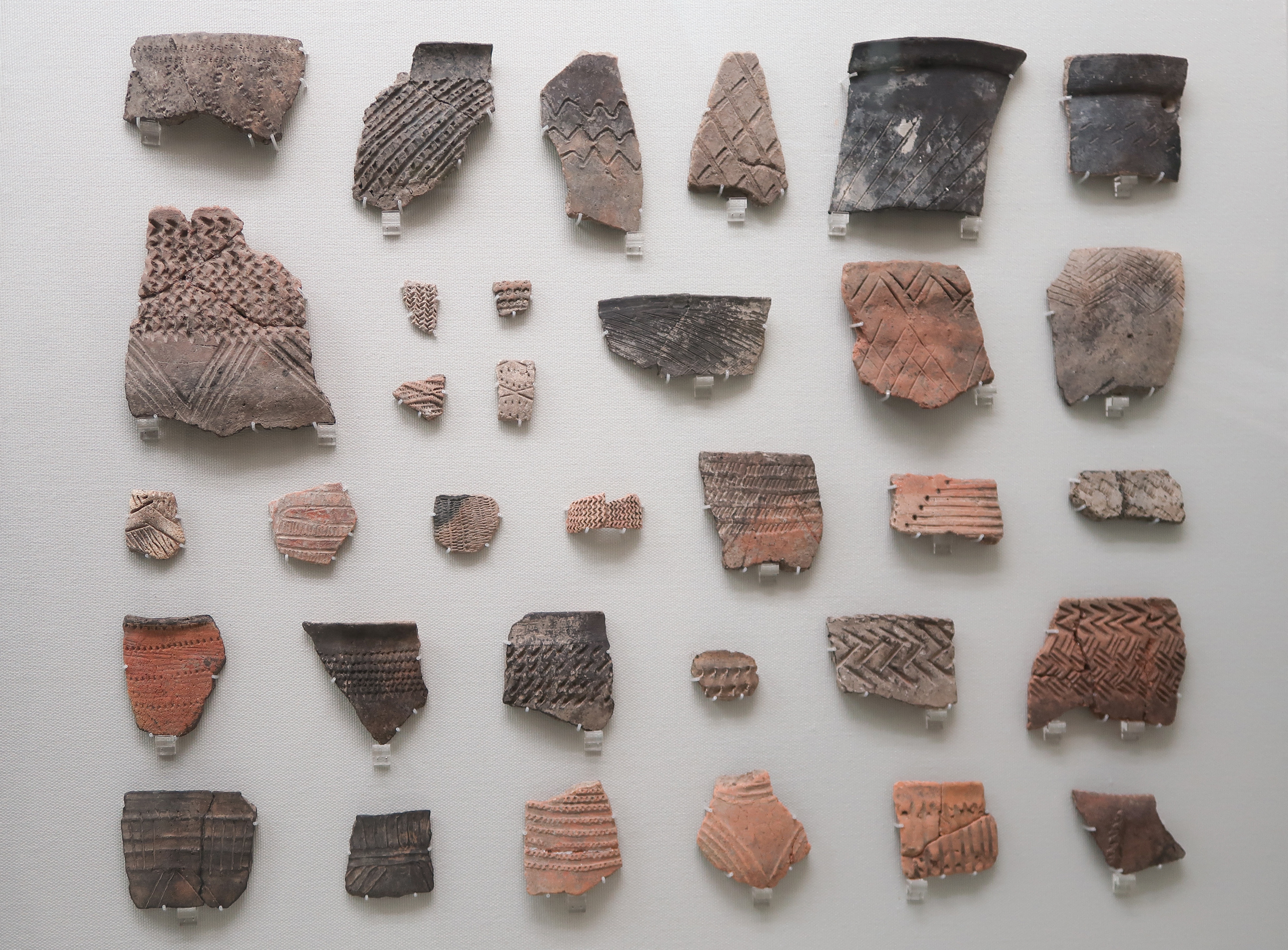
Diversité : motifs et pratiques décoratives. Céramique à motifs estampés ou gravés.

Il est remarquable que certaines pratiques comme les bracelets de coquillage, des coquillages transformés en masques et les harpons composites se retrouvent bien plus au sud : bracelets de la chaîne d'îles volcaniques des Ryukyu, harpons composites du Jomon Final - Yayoi Initial au nord-ouest de Kyushu, alors qu'on en trouve, correspondant au Néolithique coréen, au sud-est de la Corée et dans le détroit de Corée. Ceci tendrait à prouver des échanges entre ces populations, pendant cette période.

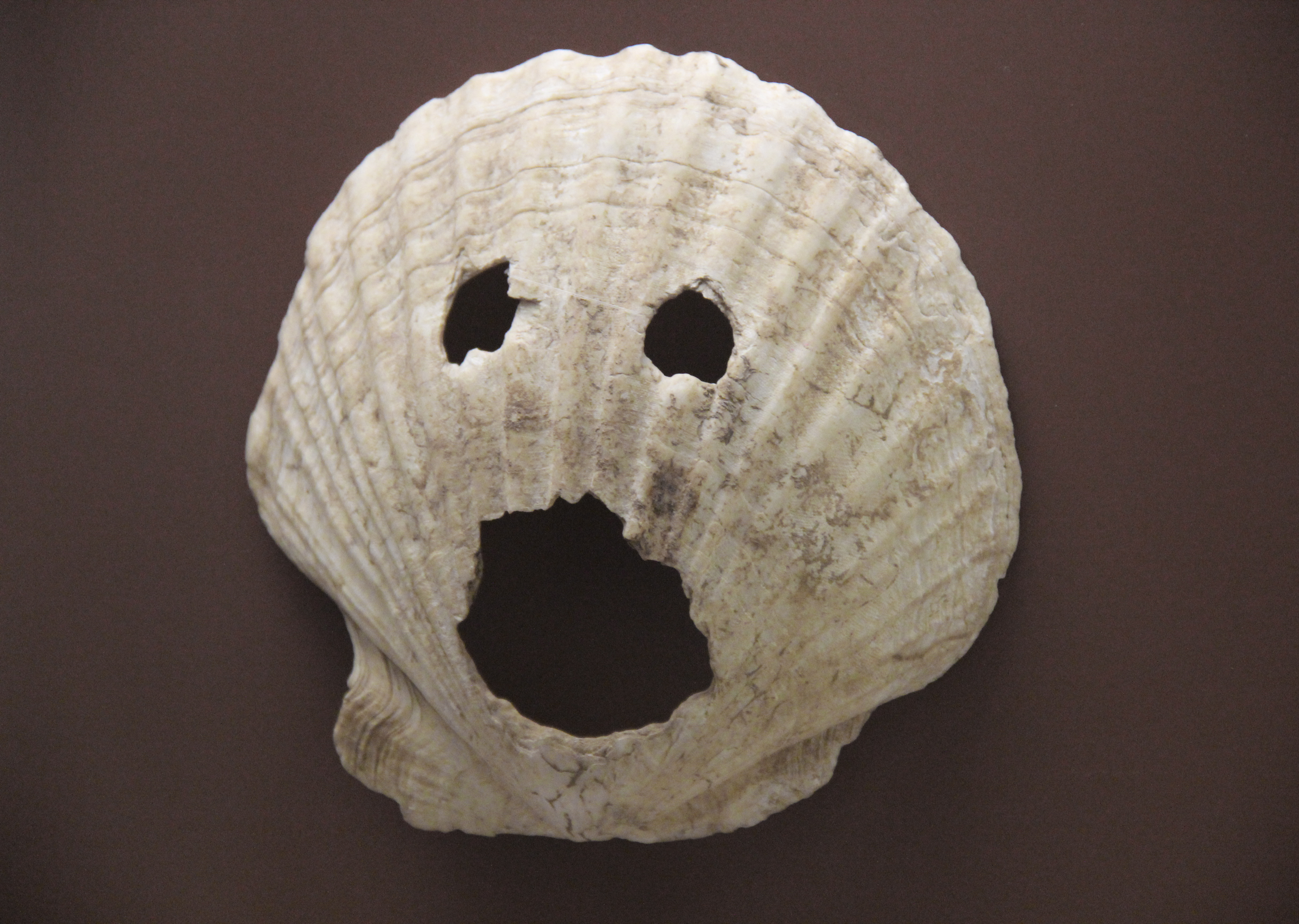
Masque. Coquille. L. 10.7 cm. Amas coquillier de Dongsam-dong niveau 3. Vers 5000 AEC.
Musée national de Corée.

#### La poterie
- Période de la céramique Jeulmun.

Loin d'être la seule, la céramique à décor dit « au peigne » (céramique Jeulmun -Romanisation révisée du coréen- mais on rencontre aussi "Chulmun" - Romanisation McCune-Reischauer) a été précédée, accompagnée et suivie de nombreuses autres, qui témoignent de la créativité des potiers du Néolithique coréen.

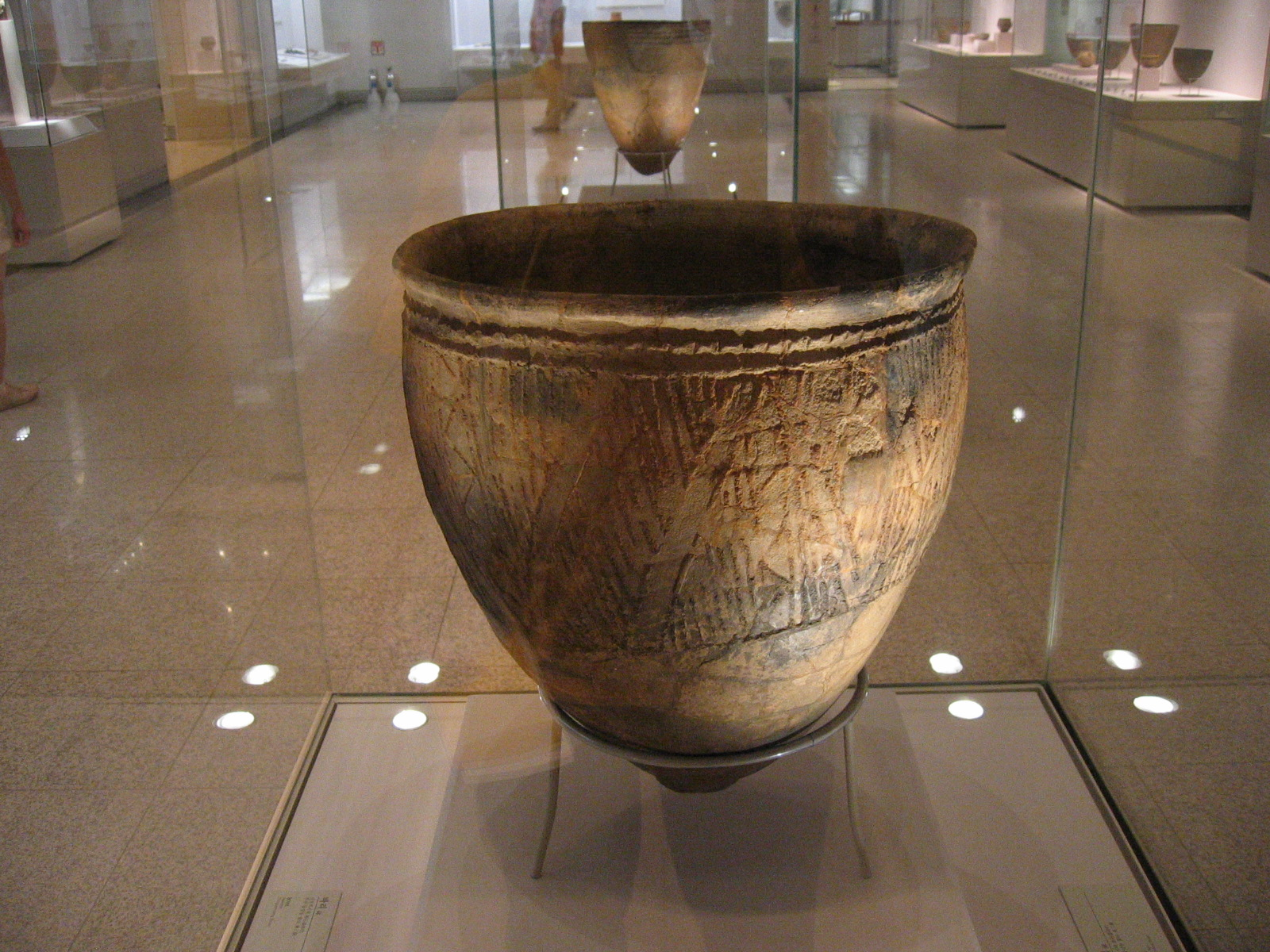
Vase. Terre cuite H. 45 cm décor appliqué. Néolithique ancien 5000-4000. Busan, côte Sud-est. Musée national de Corée.
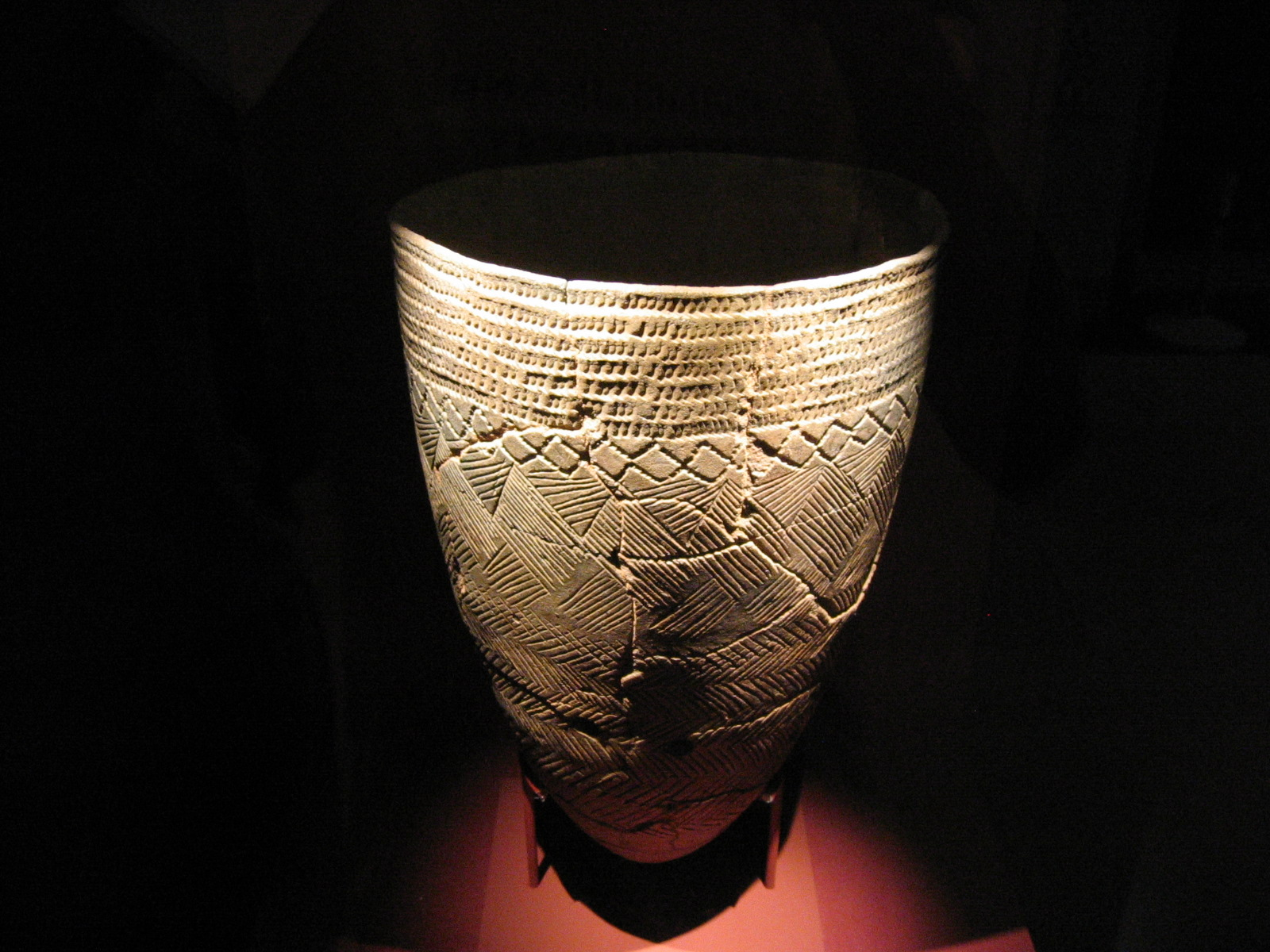
Vase, style Jeulmun à décor au peigne. Néolithique moyen. Musée national de Corée.
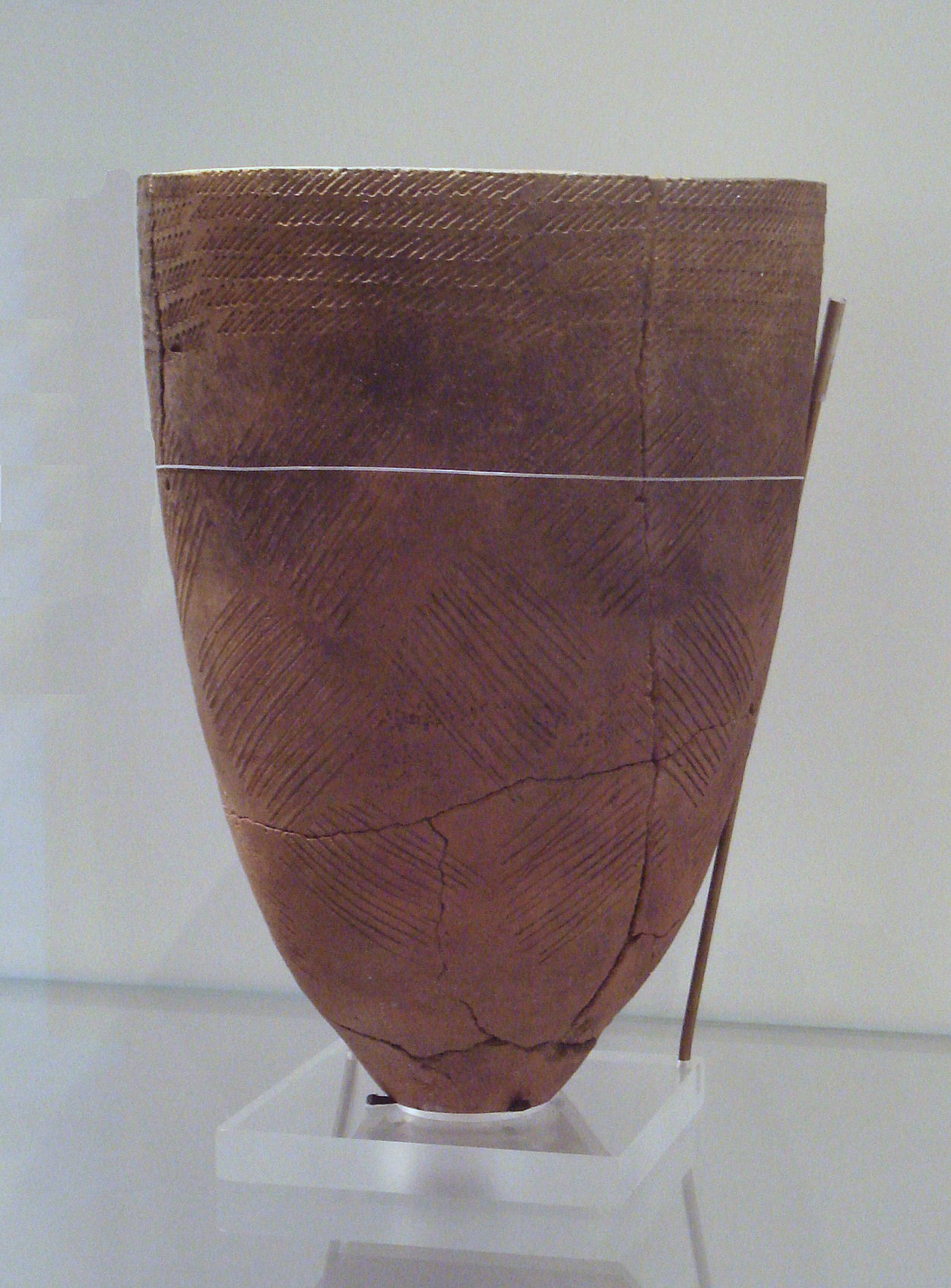
Vase, style classique Jeulmun décor au peigne. 4000 av. n.è., site d'Amsa-Dong, Séoul. British Museum[44].

- Néolithique ancien

Des céramiques, présentant un décor appliqué en relief, apparaissent au début du Néolithique, comme sur le site d'Osan-ni : un récipient avec des traits obliques parallèles. Le type Osan-ni de céramique à décor en relief semblait autrefois être issu de modèles du premier Jōmon (Todoroki), mais des datations au carbone 14 prouvent que les dates les plus anciennes de la céramique en question précèdent de 600 ans la céramique Todoroki.
La céramique à décor de lignes en relief à « Z », se présente avec deux lignes curvilinéaires circulant, avec des retours en arrière (« Z »), sous la lèvre, surlignée d'une autre ligne plus près de la lèvre. Ces poteries, à base plate et souvent très étroite, se retrouvent sur la côte Sud et sur l'île de Cheju [ou Jeju-do] (site de Gosan-ri, daté d'avant 6300 avant notre ère). Elles sont étudiées en relation avec celles, au décor similaire, du bassin du fleuve Liao, en Chine du Nord-est, datant de la même époque.
Enfin il existe aussi une autre céramique, à cette époque, à base plate, et dont le décor est produit par estampage d'un outil pointu autour de la lèvre. Cette céramique a eu beaucoup de succès sur les côtes nord-est et sud de la péninsule.
- Néolithique récent

Vers 4000 avant notre ère la céramique Jeulmun (v. 8000-1500 avant notre ère) se répand sur toute la péninsule. Elle présente des formes simples et un léger décor au peigne, ou incisé. Elle est montée par modelage ou au colombin et cuite à 700°. Par comparaison avec la céramique de l'âge du bronze on suppose que la cuisson s'effectuait dans des fours en fosses peu profondes découvertes. La base est systématiquement courbe et pointue. La terre est sableuse et contient du quartz ou du mica, et dans certaines régions de la poudre de coquillages, des fibres d'amiante, du talc ou du feldspath qui sont employés comme agents de renfort. Il y a trois types de capacité à ces poteries : 4,17  et   56 litres. Chaque type a eu son usage spécifique pour préparer, cuire et conserver les denrées alimentaires. On a retrouvé des restes de glands au fond d'un de ces récipients sur le site d'Amsa-dong.

#### Gravures rupestres

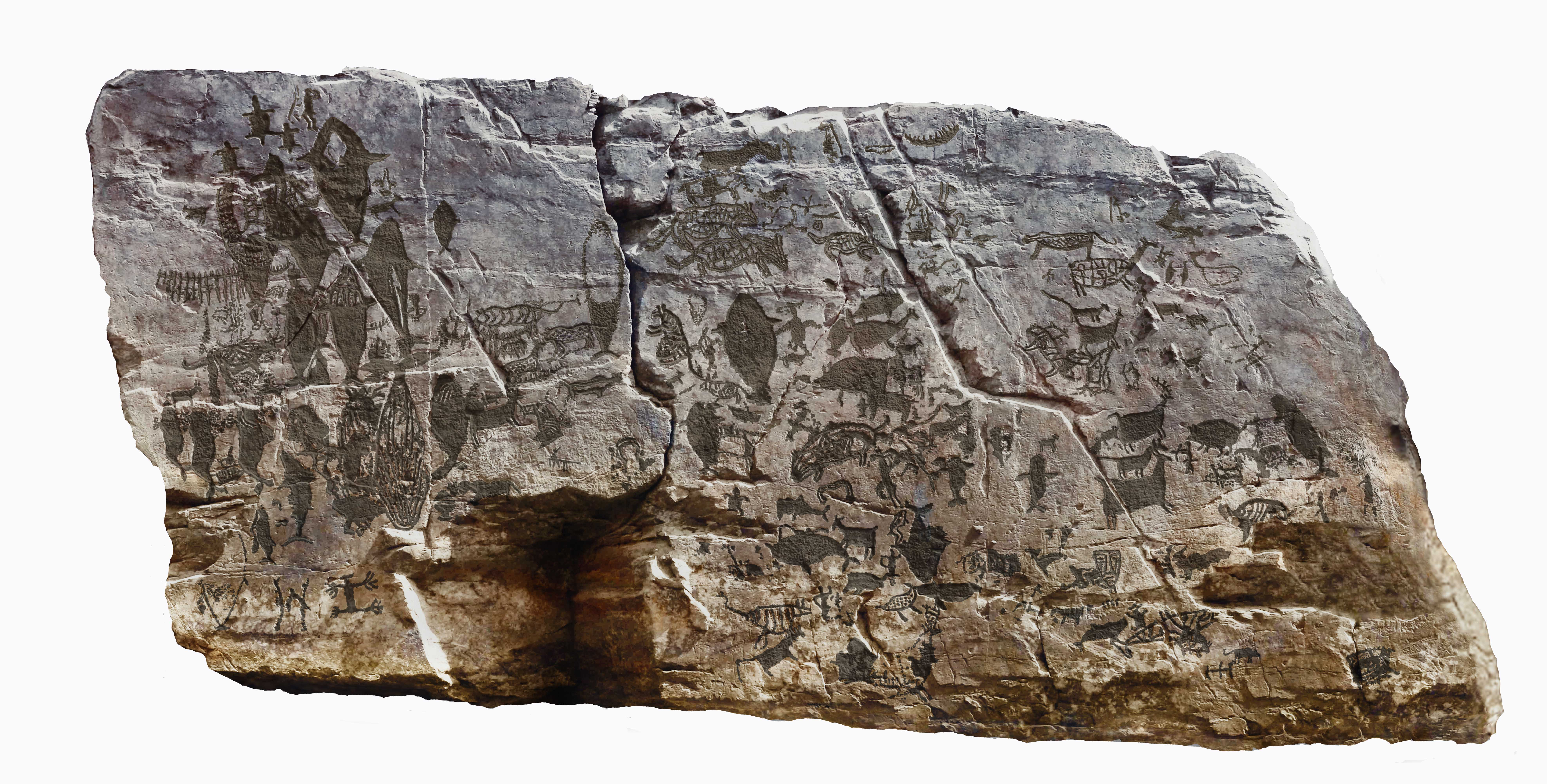
Les pétroglyphes de Bangudae, à Ulsan (entre 7000 et 3500 AEC). H. 5 m x L. 8 m. Source : Ulsan Petroglyph Museum.

Les pétroglyphes d'Ulsan, site de Bangu-dae, semblent correspondre à un mode de vie pré-agricole. Mais comme le montre l'état des recherches sur le Néolithique de Corée, l'agriculture n'y a joué, jusqu'à la fin de la période de la céramique Jeulmun, qu'un rôle très secondaire. Cet ensemble monumental de gravures rupestres (H. 5 m x L. 8 m), déclaré Trésor National en 1995, est inscrit sur la Liste potentielle du Patrimoine mondial de l’UNESCO. Les gravures présentent, avec d'autres représentations, d'exceptionnelles scènes de chasse aux cétacés en bateaux. La plupart des trois cents gravures, obtenues par piquetage ou raclage sur la face plane du schiste, sont des animaux. Les différentes variétés d’animaux, une vingtaine de types, représentent des animaux marins et des animaux terrestres. Parmi les animaux marins : les cétacés, dont la baleine franche du Pacifique-Nord, la baleine à bosse, la baleine grise, le cachalot, les tortues marines, les pinnipèdes et des poissons comme le saumon. Sont aussi représentés des oiseaux marins et des animaux terrestres comme le cerf, le chevreuil, le tigre, le léopard, le loup, le renard et le sanglier. Cette abondance d’association d’animaux terrestres et marins dans une seule paroi verticale mesurant 5 m de haut sur 8 m de long, témoigne de la valeur unique de ce site.
Les gravures rupestres de Corée peuvent être classées en trois ensembles selon leur situation. Le site de Bangu-dae appartient à un groupe de pétroglyphes qui se trouvent à proximité immédiate de cours d'eau et non loin de la mer de l'Est (ou mer du Japon). Les sites de montagne, ouverts sur un vaste paysage, représentent le deuxième groupe. Enfin les structures mégalithiques comportent parfois des gravures. Cependant les indices qui permettraient de préciser leur contexte culturel et de dater, même approximativement, ces gravures sont très rares. Leur étude est en cours.

## Âge du bronze (env. 1500 - 300)

### Le bronze et la céramiquemumun

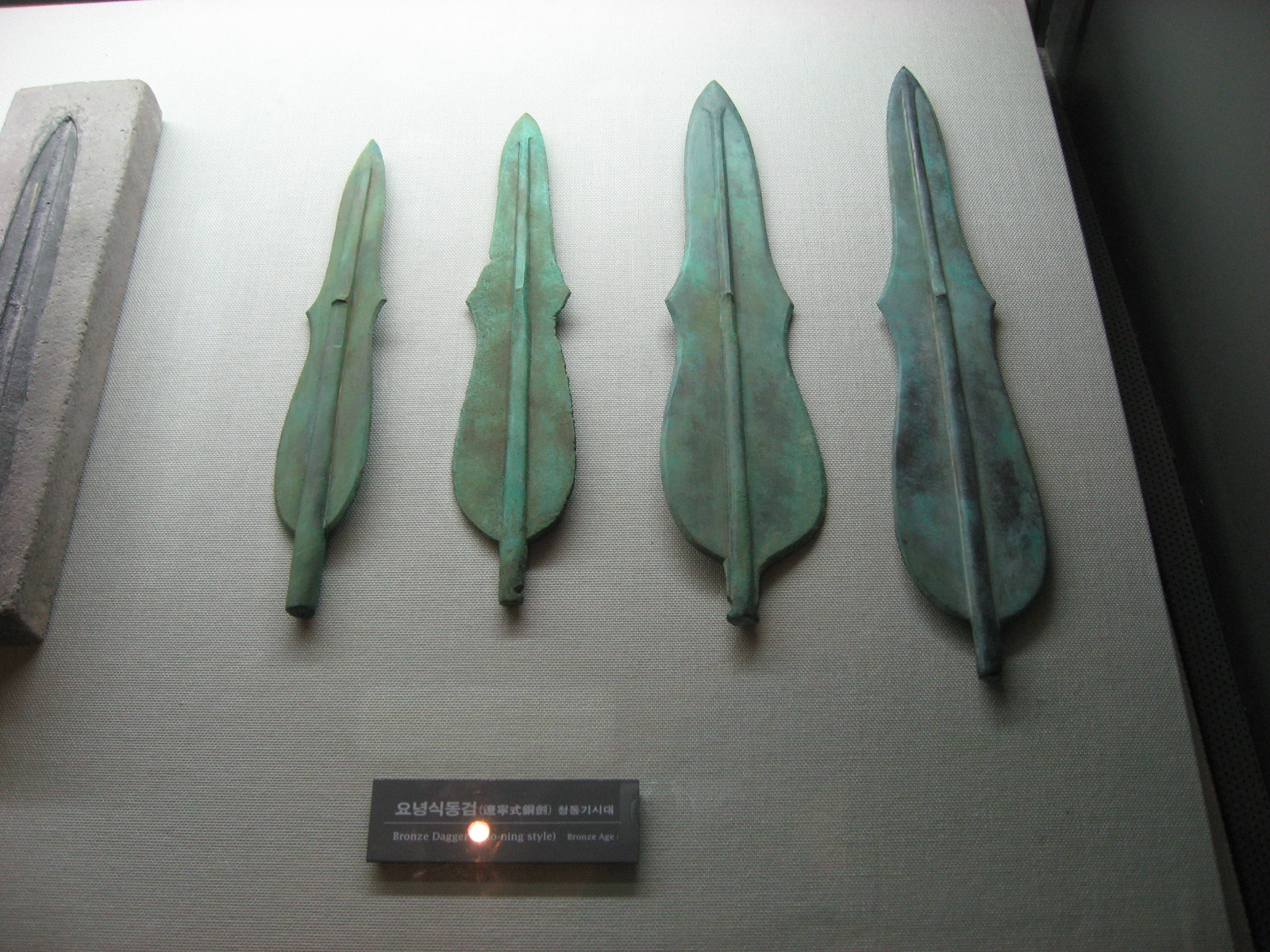
Épées et dagues de bronze « taille de guêpe », style du Liaoning. Âge du bronze. War Memorial of Korea, Séoul.
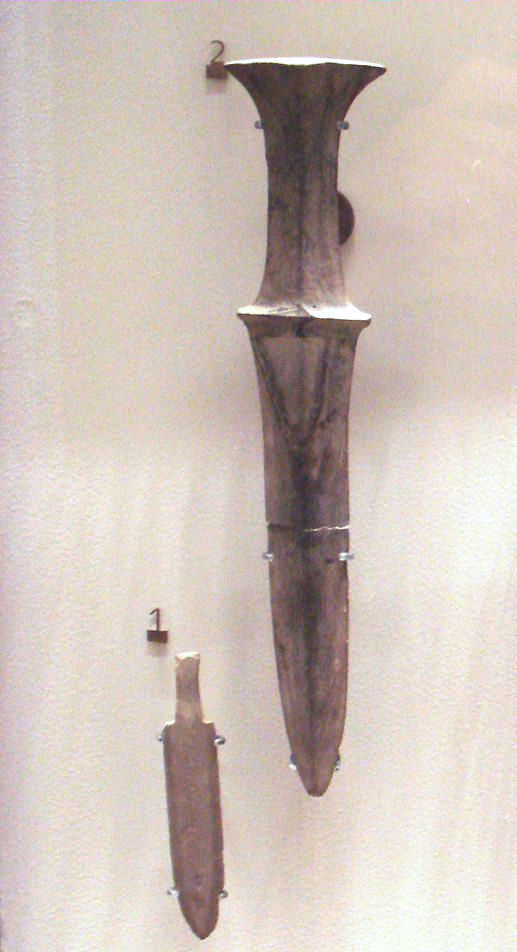
Substituts d'épée (H 28 cm) et de pointe de flèche. Pierre. IVe siècle av. n. ère. Musée Guimet[N 11] Paris.
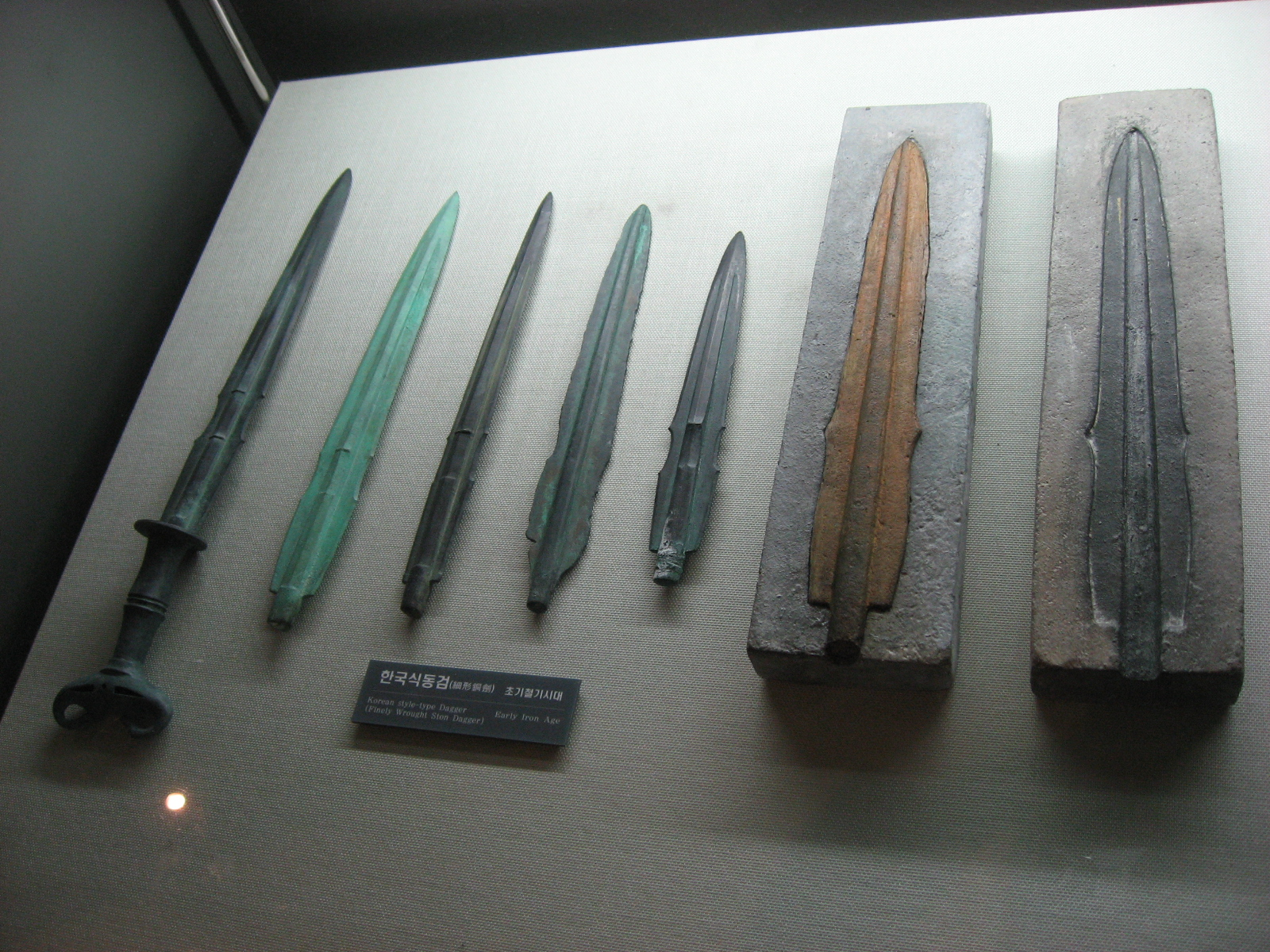
Épées et dagues de bronze, à silhouette fine, du début de l'Âge du fer. Moule d'épée de l'âge du bronze. War Memorial of Korea, Séoul.
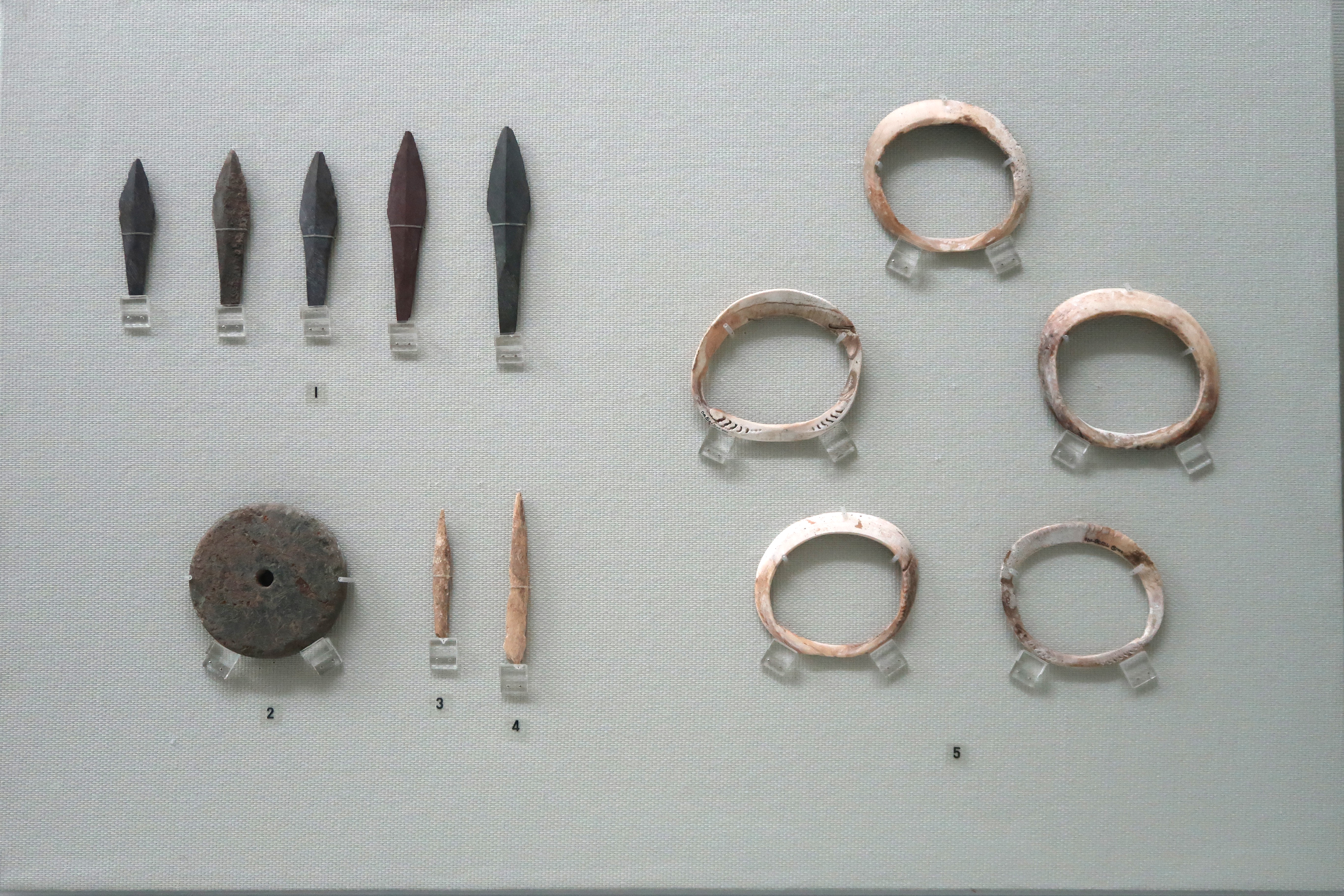
Tombe en grotte, Yeongwol. 1 pointe de flèche, pierre polie ; 2 fusaïoles ; 3 pointes de flèche os poli ; 4 aiguilles ; 5 bracelets coquillage[49]. Musée université Yonsei.
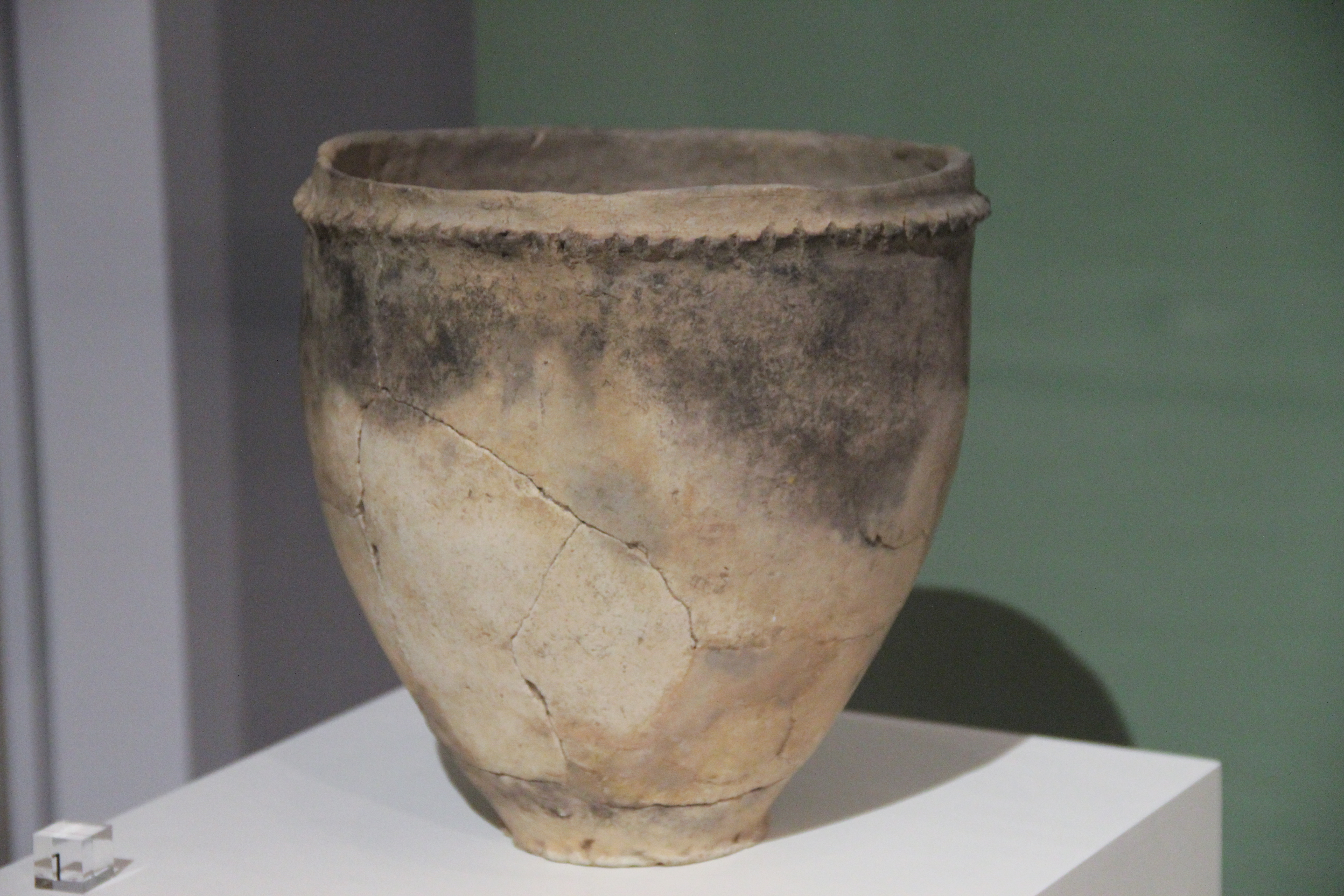
Vase de type Kangmok Toldaemun. H. env. 37 cm. Mumun ancien (1500 -850 AEC), Musée national de Corée, Séoul.
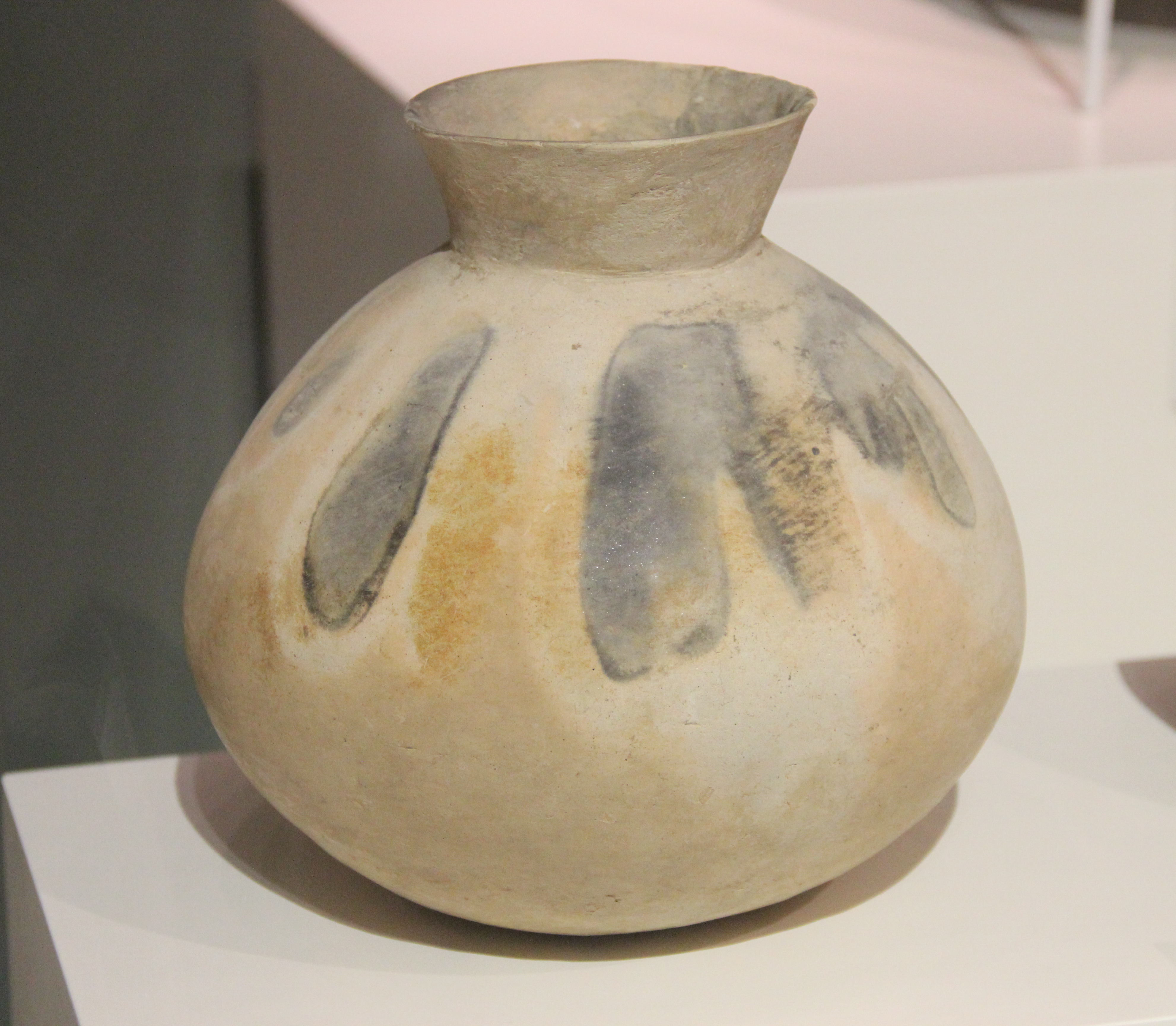
Jarre à décor d'aubergine, env. Ve AEC. Gyeongsang du Sud. Terre cuite, pigments, H. 19 cm. Musée National de Corée.
Jarre globulaire polie, teintée en rouge. H. 14,6 cm. IVe siècle AEC. Metropolitan Museum of Art.

Selon des datations par le carbone 14 l'Âge du bronze, en Corée, apparaîtrait entre 1500 et 1300 avant notre ère. L'âge du bronze en Corée est caractérisé par la céramique mumun, l'usage de pierres polies, la généralisation de l'agriculture et des sociétés hiérarchisées. Le bronze n'est d'usage courant que vers la fin de la période. L'apparition du bronze a été autrefois datée du VIIe siècle parce qu'on situait les premiers bronzes dans la région du plateau d'Ordos vers cette époque. En 2014, l'arrivée du bronze en Extrême-Orient semblerait dater de l'époque de la culture de Qijia, vers 2000 avant notre ère.
Les sites archéologiques se situent, généralement, sur des collines. Les habitations sont toujours semi-enterrées, mais moins profondément qu'auparavant et plutôt de forme rectangulaire que ronde, comme ç'était le cas auparavant. On commence à trouver des habitations de pierre avec un chauffage par le sol, ancêtre de l'ondol. On constate des différences entre les habitations qui attestent des différences sociales. Les habitations sont regroupées en villages d'une dizaine de maisons. Les premiers remparts font leur apparition.
On constate le développement de la riziculture, mais qui n'est intensive qu'après le Xe siècle avant notre ère. L’élevage se développe aussi. Mais l'agriculture ne se développe que très progressivement, et l'essentiel des ressources restent, longtemps, la pêche, la collecte et la chasse. À la fin du premier millénaire l'essor de la culture du riz produit un changement net : le riz devient, et sera dorénavant la ressource de base.
Les outils de bronze, comme les couteaux apparaissent mais leur impact réel sur la société est minime. Des épées, des miroirs et des cloches se retrouvent dans certaines tombes, parfois réalisés sous forme de substituts en schiste. Une épée à la « taille de guêpe » caractérise la production d'armes typiquement coréennes ; elle semble en relation avec la culture du poignard de bronze du Liaoning chinois. Elle est, au début, obtenue par limage et, à la fin de l'âge du bronze, directement lors de la fonte. C'est aussi devenu un objet rituel : la garde et le pommeau sont alors disproportionnés pour recevoir un décor animalier, où dominent le cygne et le cheval. Il est probable que la technologie du bronze soit parvenue en Corée par le nord-est de la Chine, où elle était employée depuis longtemps (v. 2000 av. n. ère). Mais la Corée en a fait un usage qui lui est propre et qui n'a pas été associé à la formation des États, comme ailleurs dans le monde.
- Selon la mythologie coréenne, l'ère Bai-dal - ère de fondation du « peuple coréen » (Bai-dai) - s'intercale entre la période Han-gook (en Sibérie) et la période Gojoseon (ou Ko-Chosŏn, correspondant à l'âge du bronze). Les trois figures centrales de cette mythologie sont les personnes de Tangun (Tan'gun ou Dangun), Kija et Wiman.

### La poterie de l'âge du bronze: la céramiquemumun
La similitude autrefois signalée avec la céramique produite dans le Liaodong est aujourd'hui vue autrement que comme une « influence » supposée. En effet la céramique Mumun est le résultat d'une évolution, interne à la Corée, à partir de la céramique Jeulmun.
Les premières poteries mumun (kangmok toldaemun) ne sont décorées que par un cordon sous la lèvre, ponctué régulièrement par la pression d'un outil étroit et droit. Elles resteront quasiment sans décor, et sans ce cordon, jusqu'au Ier siècle, époque de la céramique grise et des proto-Trois-Royaumes.

### Les dolmens
|  |  |

C'est de l'âge du bronze que datent les 30 000 dolmens du pays, soit 40 % des dolmens du monde entier. « Les sites de dolmens de Gochang, Hwasun et Ganghwa présentent la densité la plus forte et la plus grande variété de dolmens de la Corée et, de fait, de la planète » (UNESCO). Les dolmens coréens sont de trois types :
- le premier est, comme les dolmens néolithiques européens, fait de deux ou trois pierres dressées verticalement, sur lesquelles a été posée une grande dalle, qui fait table ;
- le second a le même aspect, par contre les pierres - support n'ont pas été dressées, mais descendues dans une cavité creusée ;
- le troisième type n'est plus tout à fait un dolmen, puisqu'il n'y a pas de montants verticaux.

Contrairement aux dolmens d'Europe, les dolmens coréens n'étaient pas des tombes de chefs, ou de personnages exceptionnels. Ils sont trop nombreux pour cela. La plus grande concentration de dolmens en Corée se situe dans le Jeolla (전라도), mais il y en a partout dans la péninsule. Sur l'île de Ganghwa se trouvent 120 dolmens, disposés en cercle.

## Âge du fer et Protohistoire (300 av. - 500 de notre ère)
Une chronologie complexe : Les deux États qui dominent la Corée à l'époque précédente, Gojoseon et la confédération de Jin, ne s'effondrent qu'en 108 AEC ; ils connaissent le fer vers 300 AEC (c'est l'Âge de fer Ancien). Ensuite, au nord, plusieurs entités sont issues de Gojoseon : Buyeo, Goguryeo, Okjeo et Dongye. Au sud, correspondant à peu près à l'État de Jin, apparaissent trois confédérations, Mahan, Jinhan et Byeonhan : les trois Han, ou Samhan. On appelle aussi cette période "Proto-trois royaumes", en raison de l'émergence de ces trois royaumes à la période suivante. Presque tout au long de cette période la Culture du poignard de bronze (vers 800 AEC - 200 EC) perdure, en particulier au Liaoning, mais aussi sur l'ensemble de la Corée.
Le fer a été introduit, vers 300 avant notre ère, pendant la période des Royaumes combattants (en Chine) et avec l'invasion de Gojoseon par l'état de Yan (l'un des 7 royaumes combattants), le long du cours du fleuve Toumen. Avec le fer apparaissent les premières monnaies Yan. La culture du fer se diffuse ensuite le long des fleuves Taedong (région de Pyongyang) et Han (région de Séoul, confédération de Mahan). Le bassin du Han permet, au Ier siècle avant notre ère, l'installation des premiers villages spécialisés dans l’exploitation des mines de fer et la métallurgie. Les objets en fer sont exportés au Japon par le détroit de Tsushima. Les objets en bronze sont désormais exclusivement des objets rituels.
Le fer offre à l'agriculture des outils plus tranchants. Les populations sont désormais sédentarisées.
Vers 300 avant notre ère, les habitations deviennent plus spacieuses et l'usage de l'ondol se répand : il s'agit d'un chauffage par le sol, encore utilisé aujourd'hui. La fumée du foyer est récupérée et circule sous tout le plancher de la maison. L'architecture précédente des maisons, qui étaient semi-enterrées, disparaît. Bien qu'évoquant le système de chauffage kang chinois et le kotatsu japonais, il ne leur est pas assimilable.

### Protohistoire
- Formation des royaumes coréens : des tribus aux royaumes

Cette période Samhan est considérée, en fonction de la suivante, en tant que proto-période des Trois-Royaumes. Durant cette période trois confédérations, Mahan, Jinhan et Byeonhan dominent le sud de la péninsule coréenne. Durant cette période de transition entre fin de la Préhistoire et début de l'Histoire, des tribus vivent disséminées dans l'espace coréen. Elles ont fondé les premières villes fortifiées. Ces tribus se répartissent entre, au nord-ouest, le bassin du fleuve Liao, au nord celui du fleuve Sungari et au sud l'extrémité de la péninsule, et forment ce que les Chinois appelaient « les barbares de l'est ». Plusieurs ethnies semblent constituer ces « tribus ».
Cette période est décrite dans des textes anciens comme le Samguk Sagi, mais les textes qui le constitue sont composés tardivement. Ainsi l'un de ces rois, qui portait une armure rouge, fut nommé Diable rouge par ses ennemis. Ce célèbre Diable rouge est toujours populaire dans la Corée d'aujourd'hui. Les textes chinois, quasi contemporains des évènements qu'ils décrivent, sont des sources plus fiables.
La période historique commence entre la fin du IVe et le milieu du Ve siècle, lorsqu'à la suite de l'introduction du bouddhisme en Corée, les royaumes de Koguryo, puis Paekche adoptent l'écriture chinoise pour produire les premiers écrits en ancien coréen. Ainsi au Koguryo un Institut national de formation (taehak) de lettrés est créé en 372, sur le modèle chinois du guoxue.

## Remarque: Les sites archéologiques coréens
- Les sites archéologiques coréens sont nommés en fonction des divisions administratives traditionnelles où ils sont situés, divisions qui sont indiquées par la terminaison du nom composé du site : ainsi, correspond à un district urbain : «... - dong », à un site sur une île : «... - do », à un village : «... -ri » [ou -ni] (-리 prononcer « -li », comme dans 고산리 : Kosan-ni = Kosan-ri).